# Reforma protestante

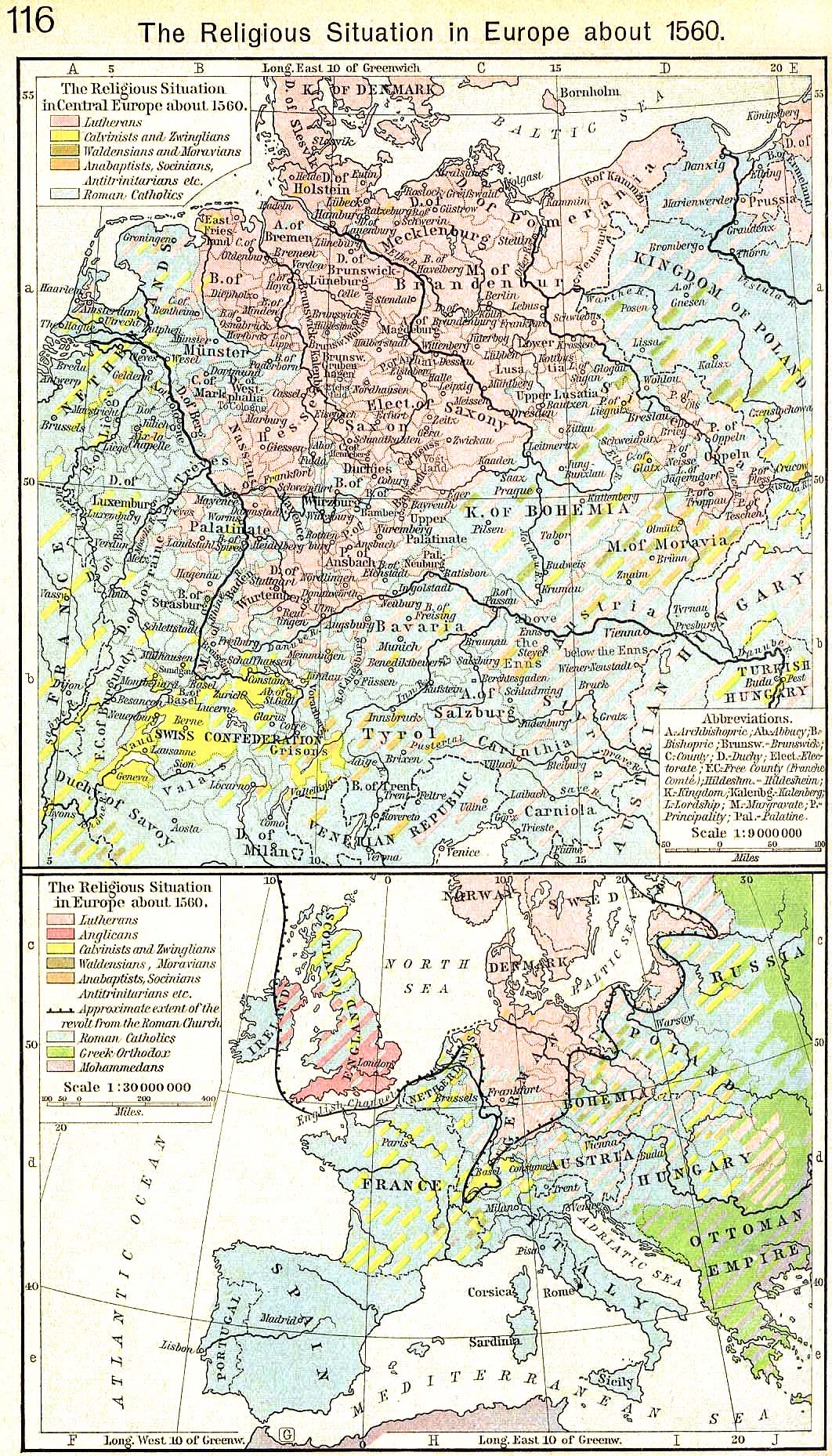
En color rosa pálido los territorios con predominio luterano (norte, centro y este de Alemania, y países escandinavos y bálticos); en rosa más intenso, anglicano (islas británicas); en amarillo, calvinista (Suiza y abundantes núcleos dispersos en Francia, Países Bajos —sobre todo al norte, Holanda—, Escocia y Europa Centro-Oriental). Los católicos en azul (Europa Meridional, sur y oeste de Alemania, Países Bajos del sur —Flandes, la actual Bélgica—, Irlanda, núcleos en Gran Bretaña, Polonia y amplias zonas de Europa Centro-Oriental); y en verde los ortodoxos (su zona tradicional en los Balcanes, Rumanía y Rusia).

Se conoce como Reforma protestante —o, simplemente, Reforma— al movimiento religioso cristiano iniciado en el Noroeste de Europa en el siglo XVI por Martín Lutero, que presentó un desafío religioso y político al papado y la autoridad de la Iglesia católica, llevando a un cisma dentro de ésta para dar origen a numerosas iglesias y corrientes religiosas agrupadas bajo la denominación de protestantismo.
Otra denominación usada para este movimiento por algunos historiadores, como Ricardo García Villoslada, es el de «revolución protestante».
Ocurrida hacia el final del Renacimiento, se considera a la Reforma como uno de los acontecimientos que marcaron el final de la Edad Media y el comienzo de la Edad Moderna en Europa. Es motivo de debate entre los académicos modernos cuándo llegó a su final la era de la Reforma.
Movientos reformadores tempranos habían ocurrido en el seno del cristianismo occidental antes de la aparición de Martín Lutero y otros reformadores protestantes. Entre los precursores de la Reforma protestante estaban personas como Pedro Valdo, John Wycliffe o Jan Hus. No obstante, por lo general se considera que la Reforma protestante empezó el 31 de octubre de 1517 con la publicación de las Noventa y cinco tesis, escritas por Lutero. Lutero fue excomulgado en 1521 por el papa León X, y ese mismo año fue condenado por el Sacro Imperio Romano Germánico, que oficialmente prohibió a sus ciudadanos defender o propagar las ideas de Lutero. Lutero sobrevivió gracias a la protección del príncipe elector Federico el Sabio.
La expansión de la imprenta de Gutenberg ofreció los medios para la rápida diseminación de materiales religiosos en las lenguas vernáculas. El movimiento inicial en la actual Alemania se diversificó y otros reformadores, como Ulrico Zuinglio y Juan Calvino, con teologías diferentes, empezaron a aparecer en los países cercanos.
La Reforma tuvo su origen en las críticas y propuestas con las que diversos religiosos, pensadores y políticos europeos buscaron provocar un cambio profundo y generalizado en los usos y costumbres de la Iglesia católica, además de negar la jurisdicción del papa sobre toda la Cristiandad; para los protestantes el papa es solo el «obispo de Roma» y sus doctrinas religiosas serán conocidas como papismo y las políticas como cesaropapismo. El movimiento recibirá posteriormente el nombre de Reforma protestante, por su intención inicial de reformar el catolicismo con el fin de retornar a un cristianismo primitivo o puro, y debido a la importancia que tuvo la Protesta de Espira, presentada por algunos príncipes y ciudades alemanas en 1529 contra un edicto del emperador Carlos V tendente a derogar la tolerancia religiosa que había sido concedida anteriormente a los principados alemanes.
Este movimiento hundía sus raíces en elementos de la tradición católica medieval, como el de los Alumbrados y la reforma del Cardenal Cisneros en España, y también el movimiento de la Devoción moderna / Devotio moderna en Alemania y los Países Bajos, que era una piedad laica antieclesiástica y centrada en Cristo. Además, la segunda generación del humanismo la siguió en gran medida. Comenzó con la predicación del sacerdote agustino Martín Lutero, que revisó la doctrina de la Iglesia católica según el criterio de su conformidad a las Sagradas Escrituras. En particular, rechazaba la teología sacramental católica que, según Lutero, permitía y justificaba prácticas como la «venta de indulgencias», consideradas un secuestro del Evangelio, el cual debía ser predicado libremente y no vendido.
La Reforma protestante se esparció a otros países europeos durante el siglo XVI. Para mediados de siglo, el luteranismo dominaba el norte de Europa. La Europa oriental ofreció un semillero para variedades aún más radicales de protestantismo, en tanto los reyes eran débiles y los nobles en cambio fuertes, además de un número escaso de ciudades y un pluralismo religioso de larga data en la región. La Reforma protestante dependió del apoyo político de algunos príncipes y monarcas para poder formar iglesias cristianas de ámbito estatal (posteriormente iglesias nacionales). Los principales exponentes de la Reforma protestante fueron Martín Lutero y Juan Calvino.
El protestantismo ha llegado a constituir la segunda gran rama del cristianismo, con un grupo de fieles que actualmente supera los 900 millones.
En general, los Reformadores afirmaban que la salvación era un estatus completado que se basaba solo en la fe en Jesucristo, y no un proceso que pudiera involucrar las buenas obras, como se creía en la perspectiva católica. El protestantismo también introdujo una nueva eclesiología.
La Contrarreforma representa los esfuerzos católicos iniciados en respuesta a la Reforma protestante y sus causas.

## Precursores de la Reforma protestante

Mapa del Imperio con la división en circunscripciones de 1512.

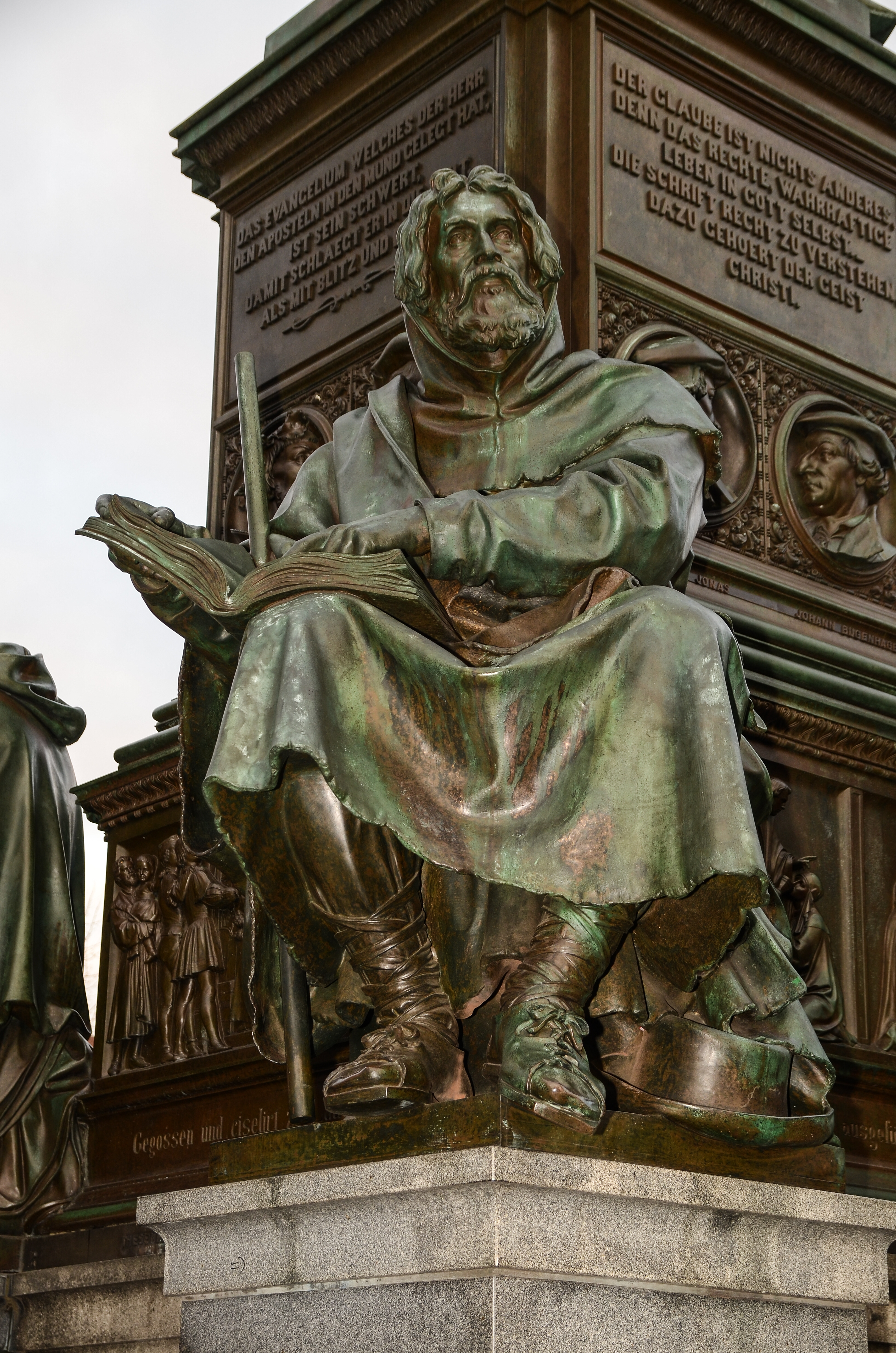
Estatua de Pierre de Vaux / Pedro Valdo en el grupo escultórico en memoria a Martín Lutero de Worms, Alemania.

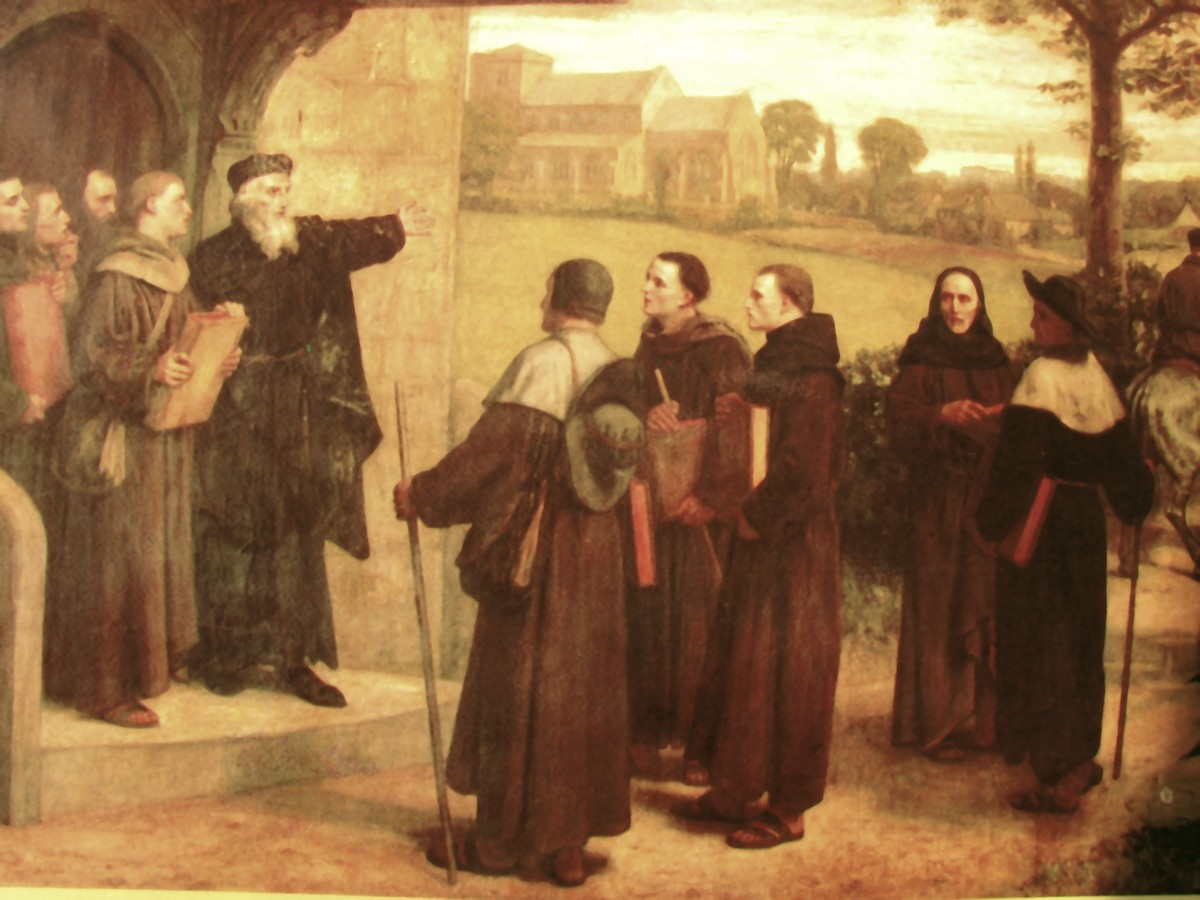
John Wiclef da a sus discípulos su traducción al inglés de la Biblia. Obra de William Frederick Yeames

Con el paso de los siglos y para finales de la Edad Media, la Iglesia católica, y en particular el papado, se habían involucrado profundamente en la vida política de la Europa occidental. Las intrigas y manipulaciones políticas resultantes, combinadas con el cada vez mayor poder y riquezas de la Iglesia, llevaron a una bancarrota de la Iglesia como una fuerza espiritual. Abusos tales como la venta de indulgencias (o privilegios espirituales) por parte del clero y otros cargos de corrupción socavaban la autoridad espiritual de la Iglesia, si bien para la gente del común la Iglesia seguía siendo en general una fuente de alivio espiritual. Sea cómo fuese, las autoridades políticas estaban cada vez más interesadas en restringir el rol público de la Iglesia y en consecuencia desencadenaron tensiones.
La Reforma del siglo XVI tuvo varios precedentes. Reformadores dentro de la Iglesia medieval, tales como Francisco de Asís, Pedro Valdo, Jan Hus o John Wyclif, habían abordado aspectos de la vida de la Iglesia en los siglos previos. En el siglo XVI, Erasmo de Róterdam, un gran académico humanista, fue el principal proponente de una reforma católica liberal que atacaba las supersticiones populares en la Iglesia e invitaba a la imitación de Cristo como el maestro moral supremo. Estas figuras revelan una preocupación en desarrollo por la renovación dentro de la Iglesia en los años previos a la redacción de las 95 tesis por parte de Lutero en 1517. Lutero mismo hablaba de precursores de sus ideas, como Girolamo Savonarola, Lorenzo Valla, Juan Wessel Gansfort y otros .

### Valdenses, lolardos y husitas
Tras la desaparición del arrianismo, un doctrina cristológica condenada como herejía en concilios ecuménicos en el siglo VII, ninguna gran disputa amenazaba la unidad teológica de la Iglesia occidental. Si bien algunos entusiastas religiosos disidentes, como Enrique de Lausana, organizaron a sus seguidores en grupos, tales organizaciones solían desaparecer rápidamente al morir sus fundadores. Los valdenses fueron una notable excepción. Gracias a su eficiente organización, sobrevivieron no solo a la muerte de su fundador, Pedro Valdo (c. 1205), sino también a una serie de cruzadas antiheréticas. Los valdenses rechazaban el monopolio de los clérigos sobre el ministerio público y permitían predicar a todos los miembros instruídos de su comunidad, hombres o mujeres.
El Gran Cisma de Occidente de los siglos XIV y XV reforzaba un deseo general a favor de la reforma eclesial. El teólogo John Wyclif (m. 1384) fue uno de los críticos más radicales, criticando las peregrinaciones, la veneración de los santos y la doctrina de la transubstanciación. Consideraba que la Iglesia era una comunidad exclusiva de los elegidos por Dios para la salvación y creía que el Estado podía confiscar los bienes de clérigos corruptos. Conocidos como lolardos, los seguidores de Wyclif rechazaban las imágenes, el celibato clerical y la venta de indulgencias a los nobles cruzados. Si bien el Parlamento de Inglaterra aprobó una ley contra herejes, las comunidades lolardas lograron sobrevivir a tales purgas.
La teología de Wyclif tuvo un notable impacto en el académico de Praga Jan Hus (m. 1415). Hus dio populares sermones contra la riqueza y los poderes temporales del clero, razón por la cual fue convocado al Concilio de Constanza. Aunque el rey germánico Segismundo de Luxemburgo le había otorgado un salvoconducto, Hus fue condenado a muerte por herejía y llevado a la hoguera el 6 de julio de 1415. Su ejecución provocó un movimiento religioso nacional en Bohemia, y el papado llamó a una serie de cruzadas contra los seguidores de Hus. Los husitas moderados, en su mayoría aristócratas y académicos checos, fueron conocidos como utraquistas, pues enseñaban que la Eucaristía debía ser administrada sub utraque species ('bajo las dos especies') al laicado. Los husitas más radicales, llamados taboritas en honor a la ciudad de Tábor, tenían sus propiedades en común. Su milenarismo aterraba a los utraquistas, quienes los derrotaron en la batalla de Lipany en 1434. Para este momento, las comunidades católicas que quedaban en Bohemia eran casi exclusivamente de habla alemana. La falta de una jerarquía eclesial husita permitió que los aristócratas checos y los magistrados urbanos se hicieran con el control del clero husita a partir de la década de 1470. Los taboritas crearon su propia iglesia, conocida como la Unión de Hermanos. Rechazaban la separación entre clero y laicado y condenaban toda forma de violencia y prestación de juramentos.

## Lutero y el comienzo de la Reforma
En el siglo XVI se produjo una gran crisis en la Iglesia católica en la Europa Occidental a causa de las numerosas acusaciones de corrupción eclesiástica, simonía y falta de piedad religiosa que aireó la imprenta, y se originaron muchas guerras de religión, que cesaron al fin en 1648. Sin embargo, esta gran crisis contaba con profundas raíces en el pasado.
Tras muchos conatos anteriores, el hecho puntual que desencadenó la Reforma fue la venta de bulas de indulgencias para financiar la construcción de la Basílica de San Pedro en Roma (en 1517, el papa León X había ofrecido unas indulgencias que el monje dominico Johann Tetzel había vendido con una mercadotecnia tan aterrorizadora e insolente por Alemania, que motivó al monje agustino y maestro de Teología Martín Lutero a escribir sus Noventa y cinco Tesis), así como las consiguientes disputas teológicas sobre la doctrina de la justificación por la fe o por las obras, lo que dio lugar a la Reforma protestante en Europa, la cual provocaría finalmente que la cristiandad occidental se dividiese en dos: una, situada al sur de Europa, era liderada por la Iglesia católica, la cual, tras el Concilio de Trento, se reivindicó a sí misma como la verdadera heredera de la cristiandad occidental, expulsando cualquier disidencia y sujetándose a la jurisdicción del Papa, llamado por los protestantes obispo de Roma.
La otra mitad, al norte, fundó varias comunidades eclesiales propias, generalmente de carácter nacional para rechazar, en su mayoría, la herencia cristiana medieval y buscar la restauración de un cristianismo primitivo idealizado fundado en la fe más que en las obras y en la libre interpretación de las Escrituras por parte de cada cual, en línea con el moderno individualismo del antropocentrismo en el Renacimiento, por lo que la Biblia debía traducirse a la lengua vulgar para que cada cual la interpretase según su índole.
Esto dio lugar a que Europa quedara dividida entre una serie de países que reconocían al papa como vicario de Dios en la Tierra y máxima autoridad o pontífice de la Iglesia católica, y los países que rechazaban la teología católica y la autoridad de Roma, que recibieron el nombre común de protestantes, y que en sus diversas divisiones internas reconocían la necesidad del pueblo de tener un acceso más directo y en su idioma a la fe y diversos grados de autoridad: los congregacionalistas, que solo admiten la interpretación colectiva del grupo de estudiosos de la Biblia; los que reconocen a pastores (sacerdotes presbiterianos) para este efecto; los episcopalianos, que admiten la autoridad superior máxima de los obispos en esa interpretación, los anglicanos, etcétera.
Esta división provocó una serie de guerras de religión en Europa, sobre todo entre la iglesia católica y las coaligadas iglesias protestantes; por ejemplo, las ocho guerras religiosas en Francia entre católicos y hugonotes entre 1562 y 1598, más los conflictos del católico emperador Carlos V contra la parte reformada de los príncipes alemanes (la llamada Liga de Esmalcalda, 1531-1547), la subsecuente Guerra de Esmalcalda (1546-1547) y el Levantamiento de los señores; o las guerras de Kappel en Suiza (1529 y 1531), o los diversos disturbios en la reformada Inglaterra de Enrique VIII (Peregrinación de Gracia, 1536) y de Isabel I (Levantamiento del Norte, 1569), o las guerras entre el católico Felipe II y la rebelión de sus Países Bajos protestantes acaudillada por Guillermo de Orange, conocida como Guerra de los ochenta años (1568-1648). La última de estas violentas disputas religiosas europeas, ya en el siglo XVII, fue la Guerra de los Treinta Años 1618-1648, que involucró a casi todas las naciones europeas y causó una enorme destrucción material y humana, por más que también hubiera cruentas guerras entre distintas facciones o sectas del nuevo protestantismo, como la que sostuvieron los luteranos contra los anabaptistas (Guerra de los Campesinos 1524-1525: Rebelión de Münster, 1534-1535), fuera de una violencia más dispersa expresada en ejecuciones por distintas formas de Inquisición en uno u otro bando. En todo caso, tras la Paz de Westfalia (1648), se llegó al consenso de que no volvieran a darse guerras de religión en Europa y ya no hubo contiendas graves ni internacionales sobre este motivo.
La Reforma protestante dio comienzo en Alemania y se explica en gran parte por las condiciones económicas y sociales que tenía el Sacro Imperio Romano Germánico. Numerosas ciudades eran muy ricas gracias al comercio desarrollado por la Liga Hanseática entre los países ribereños del mar Báltico y el mar del Norte; además los burgueses enriquecidos por este comercio eran partidarios del humanismo y de eliminar la corrupción imperante en la Iglesia católica. Pero el grupo más importante en Alemania era la alta nobleza: los grandes nobles de los pequeños estados alemanes eran casi independientes, señores de numerosas tierras y vasallos campesinos, y siempre estaban conspirando contra la autoridad del emperador germánico, que apenas tenía poder sobre ellos. Pero junto a esta alta nobleza existía una pequeña nobleza formada por nobles más pobres y segundones de las grandes casas nobiliarias.
A principios del siglo XV, esta pequeña nobleza estaba arruinada completamente y, para recuperar sus ingresos, los pequeños nobles buscaban una oportunidad para apoderarse de los bienes y las improductivas tierras de la Iglesia católica, muchas de las cuales no se cultivaban y eran improductivas o de mano muerta. La pequeña nobleza aprovechó las ideas de los humanistas que criticaban las excesivas riquezas, pompas y boatos de la Iglesia católica para proclamar que ella no tenía necesidad de propiedades y bienes temporales e intentar apropiarse de sus cuantiosas riquezas. Por esta razón, la pequeña nobleza fue la primera en apoyar y aprovechar las convulsiones reformadoras.
Además, existía la figura del emperador electivo del Sacro Imperio, uno de los poderes universales forjados en mutua competencia durante la Edad Media (el otro era el Papado), cuyo poder efectivo dependía de su capacidad de hacerse obedecer en cada uno de los territorios, prácticamente independientes, y, con anterioridad a esto, de ser elegido por los príncipes electores, unos laicos y otros eclesiásticos. También disponía de unas funciones de dimensión religiosa indudable, que le permitía incluso convocar Dietas con contenido organizativo e incluso doctrinal, como Carlos I de España hizo de hecho durante todo el proceso de la Reforma protestante. Para algunos autores, la postura recelosa de los pueblos germánicos desde la Alta Edad Media (Concilio de Fráncfort, 794, frente al Concilio de Nicea II, 787) se había expresado también en esas luchas entre pontificado e imperio, de una forma incluso protonacionalista, en la que Roma era vista como

« … el último de los imperios paganos de la profecía y la representación del reino terrenal, en tanto que la monarquía franca –por ejemplo- poseía la superior dignidad de rector y guía del pueblo de Dios».

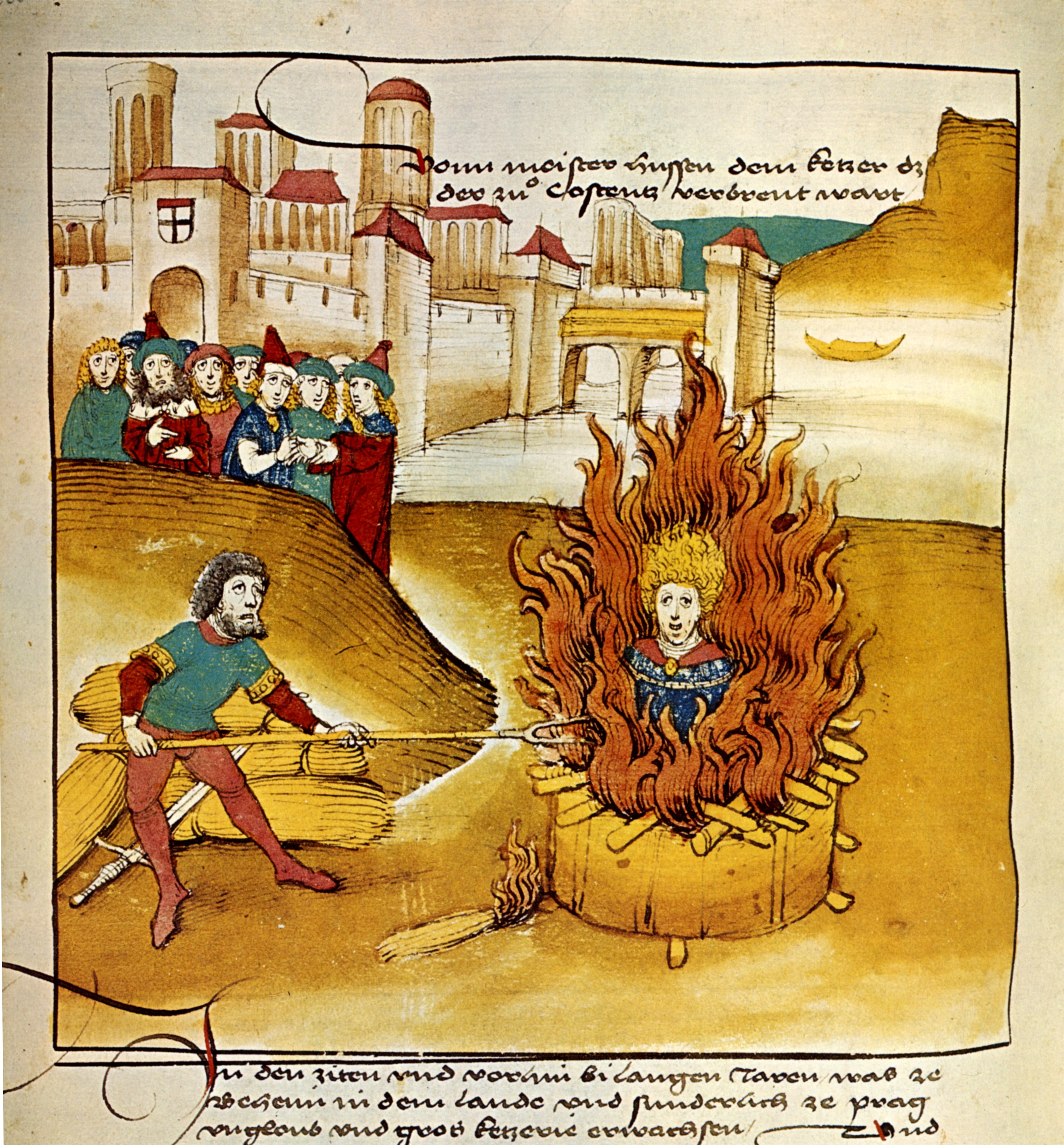
Martirio de Jan Hus (Spiezer Schilling, 1485).

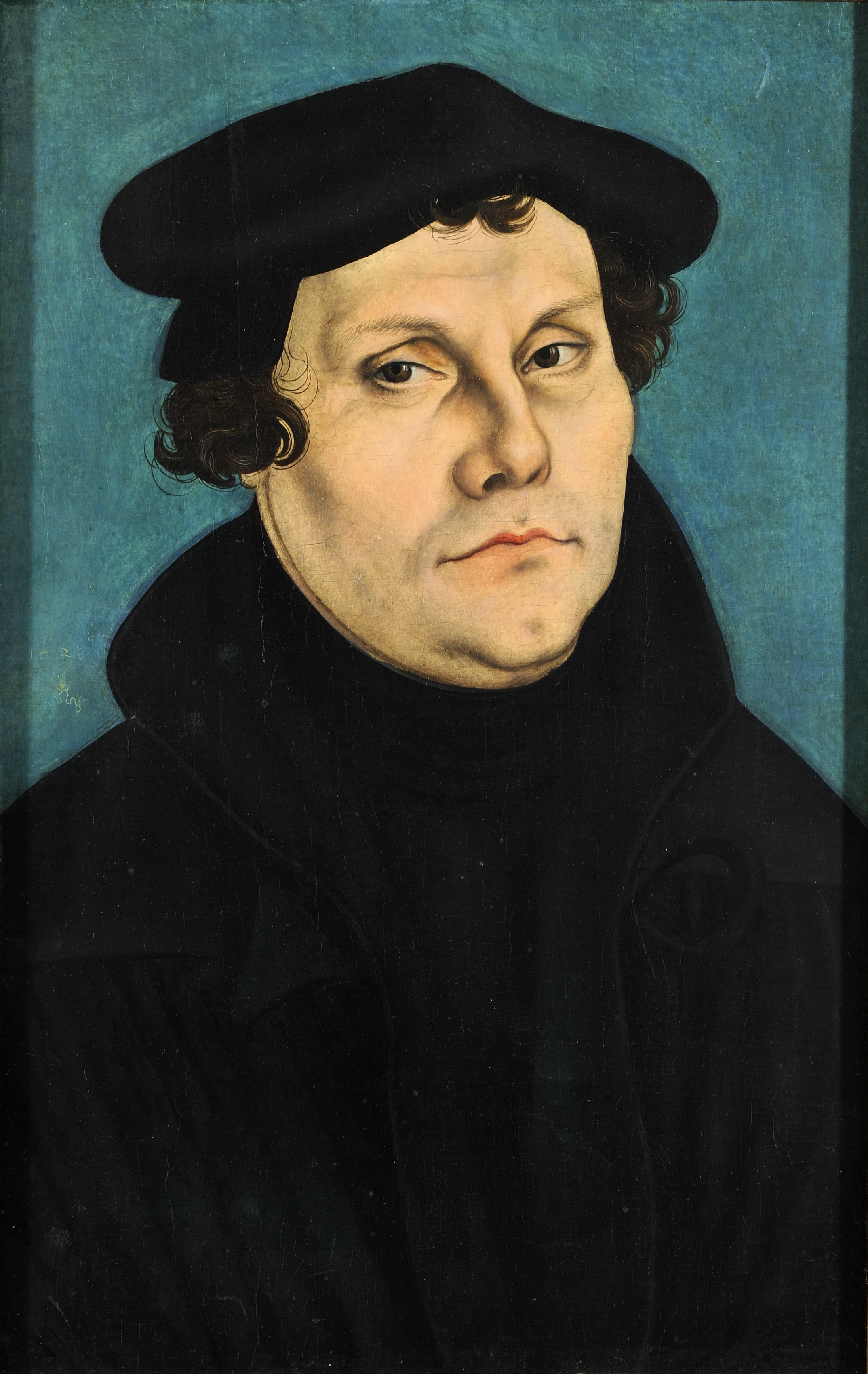
Martín Lutero, pintado por Lucas Cranach el Viejo.

El fundador de la Reforma protestante fue el monje católico agustino alemán Martín Lutero, quien ingresa en 1505 en la orden religiosa de los agustinos.
En el convento católico, Lutero prosiguió sus estudios y se convirtió en un experto en la Biblia y en los autores cristianos medievales; llegó a titularse doctor en Teología y fue contratado para dar clases en la nueva universidad de Witemberg, que entonces era la capital del ducado de Sajonia. A partir de la revitalización que vivió el Sacro Imperio Romano Germánico desde que Otón I el Grande se convirtiera en emperador germánico en el año 962, los papas y emperadores se habían visto involucrados en una continua contienda de poder por la supremacía en los asuntos espirituales y temporales.
Según algunos este conflicto concluyó, a grandes rasgos, con la victoria del Papado, pero creó profundos antagonismos y desavenencias (observadas con mucha atención por otros monarcas europeos cortos de fondos, como el de Inglaterra) entre Roma y el Sacro Imperio, que aumentaron muchísimo durante los siglos XIV y XV: en el reino de Bohemia, Jan Hus (1370-1415), seguido por otros como Jerónimo de Praga, planteó ya una reforma inspirada en los principios del inglés John Wiclef o Wycliffe (1320-1384), quien había traducido además la Biblia al inglés; ambos crearon dos movimientos cristianos preprotestantes: los husitas y los lolardos, inspirados a su vez en otro movimiento crítico anterior, el de los valdenses, que seguía activo desde sus comienzos en el siglo XII inspirándose en la doctrina de su líder Pedro Valdo. Tras ser condenados a la hoguera Jan Hus (1415) y su amigo Jerónimo de Praga (1416), iniciadas con la primera Defenestración de Praga, se desarrollaron las guerras husitas (1419-1434) en que los católicos lucharon contra las distintas facciones, de momento unidas, del husismo: los utraquistas, los taboritas y los orebitas. Cuando los husitas ganaron, crearon la Hermandad de Moravia, la iglesia evangélica preluterana más antigua de Europa después de la Iglesia evangélica valdense; se constituyó en el Reino Checo a partir del año 1415, año de la ejecución de Jan Hus.
La animosidad provocada por los impuestos papales y por la sumisión a los delegados pontificios se extendió a otras zonas de Europa, en particular a Inglaterra. En ella, el principio del movimiento para lograr una independencia absoluta de la jurisdicción papal empezó con la promulgación de diversos estatutos: los dos Statutes of Mortmain o Estatutos de manos muertas (1279 y 1290), obra de Eduardo I de Inglaterra. Con ellos el monarca intentaba preservar los ingresos del reino evitando que la propiedad de las tierras alodiales pasara a manos de la Iglesia. El Statute of Provisors (1351) establecía procedimientos legales contra la impopular práctica papal de hacer nombramientos a los beneficios de la iglesia en Inglaterra; y el Statute of Praemunire (1353), dos años después, prohibía las apelaciones a Roma en disputas de patrocinio. La corona de Inglaterra había fraguado así suficientes armas jurídicas disponibles contra los intereses materiales del Papa que redujeron, en gran medida, el poder de la Iglesia católica en el control del gobierno civil sobre las tierras, en el nombramiento de cargos eclesiásticos y en el ejercicio de la autoridad. Es más, ya Eduardo III de Inglaterra repudió formalmente (1366) la supremacía feudal sobre Inglaterra que aún reclamaba el papado.

## Las indulgencias
En este tiempo estalló un gran escándalo en Alemania a causa de la cuestión de las bulas de indulgencias, concepto de la teología católica consistente en que ciertas consecuencias del pecado, como la pena temporal del mismo, pueden ser objeto de una remisión o indulgencia concedida por determinados representantes de la Iglesia y bajo ciertas condiciones, pero pagando por ello; esta remisión se materializaba en un documento-factura llamada bula de indulgencias. Esta institución se remonta al cristianismo antiguo, y tanto su práctica como su formulación han evolucionado a lo largo del tiempo.
Muchos consideraban esta práctica como un abuso escandaloso y la culminación de una serie de prácticas anticristianas fomentadas por el clero católico, pero será el fraile agustino y teólogo de la universidad de Wittenberg Martín Lutero el primero que expondrá públicamente su opinión contraria a la doctrina de las indulgencias.
Para Lutero, irritado por la simonía y los excesos del predicador dominico y vendedor de bulas Johann Tetzel, las indulgencias eran una estafa y un engaño a los creyentes con respecto a la salvación de sus almas. Según la tradición, el 31 de octubre de 1517 clavó Lutero en la puerta de la iglesia de Witemberg sus noventa y cinco tesis, en las que atacaba las indulgencias y esbozaba lo que sería su doctrina sobre la salvación solo por la fe y no por las obras. Este documento es conocido como las noventa y cinco tesis de Witemberg y se consideró el comienzo de la Reforma Protestante. Pero el problema teológico central que dividía al catolicismo y al luteranismo era esencialmente la Doctrina de la justificación. Sin embargo, los ataques de Lutero a las indulgencias -algo discutido en el seno de la misma Iglesia Católica desde hacía años- no están consignados en sus escritos hasta dos años después del famoso episodio de clavar sus tesis en la puerta de la iglesia. Episodio que muchos historiadores actuales consideran mítico. 
Las noventa y cinco tesis se difundieron rápidamente por toda Alemania gracias a la recién inventada imprenta de tipos móviles, obra de Gutenberg, y Lutero se convirtió en un héroe para todos los que deseaban una reforma de la Iglesia católica. En algunos lugares hasta se iniciaron asaltos a edificios y propiedades de la misma Iglesia católica. Por sus noventa y cinco tesis, Lutero se había convertido en el símbolo de la rebelión de Alemania contra lo que ellos consideraban prepotencia de la Iglesia católica. Lutero arriesgaba además su vida, ya que podía ser declarado hereje por la jerarquía eclesiástica y ser condenado a la hoguera.Sin embargo, se sabía protegido por el Príncipe Elector Federico III de Sajonia.

## La Reforma luterana. La escisión anabaptista
Al principio, la Iglesia católica no dio demasiada importancia a las ideas de Lutero, ni a sus ataques contra la doctrina de salvación por las obras, pero tuvo que reaccionar muy pronto ante las noticias que llegaban de Alemania, de que gran parte de la gente estaba desafiando la autoridad del papa.
Lutero continuó atacando las indulgencias y la doctrina que sustentaba tal práctica mediante escritos que la imprenta difundía por toda Alemania. Este cuerpo doctrinal consistía principalmente en el Catecismo Menor de Lutero (1529), el Catecismo Mayor de Lutero (1529), las Confesiones de fe de Augsburgo (1530), la Apología de la Confesión de Augsburgo (1531) y los Artículos de Esmalcalda (1537). Lutero hacía un llamamiento a la nobleza alemana para que negase obediencia al papa y apoyase la formación de una Iglesia alemana; afirmaba también que, de acuerdo a la Biblia, todos los cristianos eran sacerdotes sin necesidad de ninguna ordenación especial y negaba la jurisdicción suprema del papa sobre la cristiandad universal. Lutero criticaba asimismo los sacramentos de la Iglesia católica, reduciéndolos a solo dos, que él pensaba eran bíblicamente fundamentados y afirmaba asimismo que los poderes civiles debían tener plena autoridad política sobre la Iglesia católica. Esto iba más allá de la doctrina de la salvación por la fe y suponía una auténtica amenaza para el catolicismo. Finalmente, el papa declaró hereje a Lutero y lo excomulgó, es decir, lo declaró separado de la comunidad de la Iglesia católica.

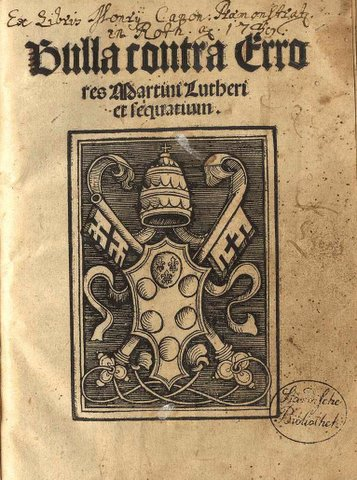
Bula Exsurge Domine de León X, que amenaza a Lutero con la excomunión.

En 1521, el recién elegido emperador Carlos V de Alemania (Sacro Imperio Romano Germánico) (rey de España como Carlos I) convocó una Dieta (asamblea de todas las autoridades del imperio) en la ciudad de Worms e invitó a Lutero a que asistiera a la misma para explicar su postura.
Muchos advirtieron a Lutero que se trataría de una trampa, pero Lutero estaba decidido a acudir pese a todos los peligros. La Dieta se celebró y Lutero expuso su doctrina ante el mismo Carlos V, pero este no quedó convencido por Lutero y, en cambio, hizo una declaración de lealtad y fidelidad a los principios de la Iglesia católica. A partir de entonces, la dinastía de los Habsburgo se convertirá en la primera defensora de la Iglesia católica contra los protestantes. Como los Habsburgo eran también reyes de España, la defensa del catolicismo pasó a ser una de las bases de la identidad española durante siglos.
La Dieta terminó y Lutero se dispuso a regresar a Witemberg, pero en el camino de vuelta fue secuestrado por agentes de Federico III de Sajonia, que quería protegerle y que lo escondió con nombre falso en el castillo de Wartburg.
El duque quería salvar a Lutero de posibles maniobras de la Iglesia católica, por lo que Lutero tuvo que quedarse en el castillo y aprovechó ese tiempo para realizar su primera traducción al alemán de la Biblia. Mientras Lutero estaba escondido, sus partidarios empezaron a interpretar sus doctrinas, en un sentido que Lutero no había previsto, como producto de la doctrina de Lutero de la interpretación libre de las Escrituras.
Varios seguidores de Lutero (pronto serían rechazados por el propio Lutero y denominados «reformadores radicales») comenzaron a decir que se debían destruir todas las pinturas, estatuas e imágenes religiosas, que los sacerdotes tenían el deber de casarse, y no solo afirmaban que la Iglesia cristiana no debía tener propiedades, sino que, según la Biblia, todos los cristianos debían tener las mismas propiedades y que, por lo tanto, se debía abolir la propiedad privada y repartir todos los bienes entre los integrantes de la comunidad cristiana. De esta manera, corrientes radicales que apoyaban todo esto, como el anabaptismo, fueron criticadas por Lutero y combatidas posteriormente por católicos y protestantes por igual.
La alta nobleza reunió un gran ejército que derrotó brutalmente a estos protestantes radicales sublevados en la Guerra de los campesinos alemanes (1524-1525), en la Batalla de Frankenhausen, si bien siguieron produciéndose pequeñas revueltas puntuales años después y una incluso llegó al poder en la ciudad de Münster (Rebelión de Münster, 1534). La represión fue durísima y miles de protestantes fueron ejecutados con extrema crueldad; entre los ejecutados se encontraba el dirigente más importante de esta reforma radical, Thomas Müntzer. De este anabaptismo nacerían divisiones, denominaciones o sectas como la amish, huterita, menonita, la Iglesia de los Hermanos e incluso el socinianismo y el unitarismo, todas ellas perseguidas tanto por los católicos como por los luteranos, los calvinistas y los anglicanos.
Lutero apoyó desde un primer momento a la nobleza, ya que pensaba que su autoridad era legítima y que su apoyo era indispensable para el triunfo de la reforma de la Iglesia cristiana. Durante estos años, Carlos V no pudo intervenir en Alemania, pues debió proseguir sus guerras contra Francia y sus campañas contra los turcos, pero en 1529 consiguió un periodo de paz con Francia que le permitió ocuparse de la situación religiosa en Alemania.
En 1529, Carlos V convoca una Dieta en la ciudad de Espira y en ella intenta convencer a los nobles que se han convertido al luteranismo, para que se sometan a la jurisdicción del papa, pero los príncipes y señores luteranos se niegan y protestan en la convocatoria de la Dieta, y a causa de esta protesta los católicos comenzarán a llamarlos con el nombre de protestantes.
En 1530, Carlos V convocó otra Dieta en la ciudad de Augsburgo y en ella intentó que los luteranos y los católicos se pusieran de acuerdo para aceptar una doctrina cristiana común que superase la división religiosa. Lutero volvió a ser invitado a asistir, pero se negó y envió en su lugar a su discípulo Felipe Melanchthon. Los esfuerzos de Carlos V en la Dieta fueron inútiles, pues Melanchthon se negó a cualquier acuerdo y en su lugar los protestantes redactaron la llamada Confesión de Augsburgo, en la que exponían sistemáticamente los principios de su doctrina. Los católicos seguirían pronto su ejemplo, redactando también su compendio doctrinal, de modo que la cristiandad occidental se había dividido irremediablemente.

El emperador Carlos V en Mühlberg, pintado por Tiziano.

Lutero muere en 1546 mientras Carlos V preparaba en Alemania una campaña contra la liga de Esmalcalda, defensora del protestantismo. Carlos V presentó su campaña no como una guerra contra los protestantes, sino como un castigo contra los nobles que se habían rebelado contra su emperador; en su ejército había, sobre todo, tropas españolas, pero también nobles protestantes que no se habían unido a la liga y que permanecían fieles a Carlos V. El ejército de Carlos V derrotó a la liga de Esmalcalda en 1547 en la gran batalla de Mühlberg. Parecía que el triunfo de Carlos V era total y toda Sajonia fue ocupada por las tropas del emperador.
Carlos V se proponía ahora encontrar una solución a la división religiosa de Alemania, pero su triunfo había asustado a todos los nobles de Alemania, tanto a los católicos como a los protestantes, que temían que el emperador se volviera demasiado poderoso. Todos estos nobles van a formar posteriormente en secreto una alianza contra Carlos V anulando las ventajas conseguidas por la victoria de Mühlberg.
En un momento en que Carlos V se encontraba en Alemania sin tropas españolas, los nobles alemanes se rebelaron contra él y el emperador tuvo que escapar hacia Italia, mientras su poder y autoridad se derrumbaban en Alemania.
Carlos V se vio obligado a aceptar las condiciones de los nobles rebeldes y en 1555 firmó la paz de Augsburgo. Según esa paz, cada príncipe alemán podía profesar la religión que quisiera sin que el emperador lo pudiese impedir (cuius regio eius religio); sin embargo, todos los vasallos de un noble tenían que tener la misma religión. Finalizaba así el anhelo de Carlos V de mantener la unidad religiosa en sus dominios. Mientras los católicos reafirmaban su propia teología en un proceso de Contrarreforma iniciado con el Concilio de Trento (1545-1563), los protestantes luteranos consolidaron la suya en su Libro de la Concordia (1580), una colección de escritos que establece el estándar doctrinal luterano.

## La Contrarreforma católica
Durante aproximadamente 20 años, la Iglesia católica había visto cómo gran parte de sus fieles se peleaban entre ellos en Europa, y obispos que dejaban de reconocer al papa como Primus inter pares o como máximo pontífice de la Iglesia católica, y se separaban de Roma incluso algunos cardenales. En consecuencia, hubo muchos católicos que pedían una reacción de la Iglesia que mejorase las costumbres, corrigiendo los abusos que habían alimentado la Reforma protestante. A esta reacción de la Iglesia católica ante el protestantismo se le conoce generalmente con el nombre de Contrarreforma católica, aunque algunos historiadores consideran más preciso el término «Reforma católica».
Si bien muchos creían que era necesario reformarse, no sabían el modo de hacerlo. Pronto se llegó a la idea de que la mejor solución era convocar un Concilio en el que se pudiesen discutir las posibles reformas. Carlos V presionaba también a los papas para que se convocase ese concilio con la esperanza de que la Iglesia católica volviese a existir unificada, pero los papas desconfiaban de las pretensiones políticas de Carlos V en Italia y no lo convocaron hasta 1545, reunión que sería conocida como el Concilio de Trento.
Las sesiones del Concilio de Trento duraron casi 17 años, ya que fueron interrumpidas muchas veces. Varios papas se sucedieron en Roma en ese lapso y cuando dicho concilio finalizó en 1562, ya había muerto Carlos V.
El concilio se desarrolló sin la participación de los partidarios del emergente protestantismo (aunque fue Lutero quien primero propuso la necesidad de un concilio, en 1518), debido a que ellos mismos se negaron a participar, pues ya habían creado nuevas iglesias separadas del catolicismo.
En el Concilio de Trento se reformaron los abusos anteriores: se cuidó la formación de los obispos, se establecieron medidas de disciplina para los sacerdotes y se crearon seminarios para que los nuevos sacerdotes tuvieran una preparación religiosa adecuada para poder enseñar la fe católica.
Se reafirmaron todos los puntos de la doctrina milenaria católica frente a las protestantes:
- Rechazo a la idea de la Biblia como fuente única de doctrina (son de igual importancia la Sagrada Tradición Apostólica y el Magisterio de la Iglesia católica, que junto con la Biblia forman parte del único depósito de la fe).
- La salvación es por la gracia de Dios mediante la fe y las obras juntas (Decreto de la Justificación).
- La Eucaristía se definió dogmáticamente como la consagración del pan en el cuerpo de Cristo y del vino en su sangre, que renueva mística y sacramentalmente el sacrificio de Jesucristo en la cruz.
- La veneración a las imágenes iconográficas y a las reliquias, muchas de ellas vinculadas al culto cristiano de María (madre de Jesús) como virgen y a los santos fueron confirmadas como práctica cristiana, junto a la existencia del Purgatorio. Esto tendría una enorme importancia en el desarrollo del arte en las iglesias católicas europeas: el llamado arte barroco será la expresión artística de la Contrarreforma católica, con gran abundancia de imágenes para atraer al hombre común a la fe católica.
- Se unificaron los ritos de la Iglesia católica Occidental en uno solo, la Misa tridentina.

La Contrarreforma alimentó un renacer en el catolicismo, impulso que se manifestó en el reavivamiento de antiguas órdenes religiosas, como la Orden de los carmelitas descalzos, reformada en España por Santa Teresa de Jesús y San Juan de la Cruz, los dos grandes escritores místicos de la península ibérica.
Pero la orden religiosa que más ayuda prestó a la Contrarreforma católica fue la Compañía de Jesús, fundada por San Ignacio de Loyola, de la que se distinguieron varios teólogos participantes en el Concilio de Trento.

## La Reforma protestante en Inglaterra. El anglicanismo y sus divisiones
Comenzó con la difusión en la isla de los primeros escritos de Martín Lutero, Ulrico Zuinglio y otros reformadores continentales. Además, la tradición de John Wyclif, teólogo reformador medieval y traductor de la Biblia al inglés, seguía ejerciendo probablemente una influencia en ciertos sectores de la Iglesia de Inglaterra.
Enrique VIII ascendió al trono de Inglaterra siendo muy joven y al principio no se interesó por los problemas de gobierno, que dejó en manos de su favorito, el cardenal Thomas Wolsey, a quien nombró canciller de Inglaterra. Enrique VIII siempre fue un católico convencido y un ardiente partidario de la primacía de Roma sobre la cristiandad, por ello fue declarado «Defensor de la Fe» (Fidei Defensor) por el papa León X tras publicar «La Defensa de los Siete Sacramentos» (1521), donde argumentaba con vehemencia a favor de las prerrogativas del papado. Por ello resulta curioso el hecho de que la Iglesia de Inglaterra se haya separado de la Iglesia católica a mediados del siglo XVI, no por aceptar o compartir las ideas reformadoras de Lutero u otros protestantes, sino por iniciativa del rey Enrique VIII. Durante su reinado, William Tyndale tradujo la Biblia al inglés desde el hebreo y el griego (el Nuevo Testamento en 1525, el Pentateuco en 1530), pero al haberlo hecho sin pedir el permiso real, fue ajusticiado; Miles Coverdale hizo una nueva traducción algo después, esta vez con el permiso de Enrique VIII, y fue la primera versión autorizada, la llamada Biblia grande o Great Bible (1539) a causa de su tamaño; en realidad se trata casi del texto de Tyndale, pero con los pasajes polémicos según la interpretación real y con el resto del Antiguo Testamento traducido por Coverdale a partir de la Vulgata latina. Pronto alcanzó treinta ediciones. En 1568, la Great Bible fue reemplazada por la versión autorizada de la Iglesia anglicana: la llamada Biblia de los Obispos, pero esta vez traduciendo desde los textos en lengua original que Coverdale había tomado de la Vulgata.
Enrique VIII se opuso, sin embargo, a la reforma de la Iglesia de Inglaterra tras decretar el Acta de supremacía en 1534, por la que el mismo rey se convertía en jefe de la Iglesia de Inglaterra, y no se realizó ninguna modificación doctrinal o litúrgica sustantiva bajo su gobierno; solo se prohibió a obispos y sacerdotes ingleses tener relación con la Curia Romana y se expropiaron los bienes excedentes de la Iglesia católica en beneficio de la Corona Real. A partir de esto surgieron, en Inglaterra, muchísimas sectas.
Al sucederle su hijo Eduardo con el nombre de Eduardo VI, con apenas 9 años de edad, se produjeron los primeros avances efectivos de la reforma de la Iglesia de Inglaterra, pues se redactó en lengua vernácula inglesa (no hablada en todos los dominios del rey) el primer Libro de Oración Común, que introdujo, gracias al trabajo del arzobispo de Canterbury Thomas Cranmer, ciertos cambios menores en la doctrina y sobre todo en la forma de celebrar la misa. Este libro fue la primera expresión concreta de la reforma de la Iglesia de Inglaterra.
En 1553, Eduardo VI muere a la edad de 15 años, dejando como sucesora a Jane Grey (coronada el 10 de julio de 1553), quien gobernó solo unos días. Se produjo una breve guerra de sucesión hasta que se impuso como reina (con el apoyo de la mayoría) María I de Inglaterra, quien rápidamente abrogó las reformas religiosas introducidas durante el reinado de Eduardo VI y sometió nuevamente a la jurisdicción papal a la Iglesia de Inglaterra en noviembre de 1554.
Restablecido el catolicismo, el Acta de supremacía y el Libro de oración común fueron suprimidos y se nombraron nuevos obispos, se persiguió a los partidarios de la independencia de la Iglesia de Inglaterra (ya conocidos como anglicanos), y algunos de ellos acabaron en la hoguera (no todos eran favorables a la reforma religiosa).
María murió en 1558 a los 42 años de edad y sin hijos, por lo que su media hermana, Isabel I de Inglaterra, fue proclamada reina. Isabel subió al trono de Inglaterra tratando de mantener la unidad nacional por encima de las diferencias religiosas, por lo que no apoyó al principio a ninguno de los bandos en disputa (protestantes y católicos); sin embargo, la política internacional hostil del rey Felipe II de España y especialmente las conspiraciones y rebeliones la hicieron ofrecer cada vez más apoyo al bando protestante.
Isabel restauró el Acta de supremacía, por lo que los obispos partidarios de la teología católica papista fueron depuestos y sustituidos; proclamó luego el Acta de Uniformidad que obligaba a todas las parroquias de la Iglesia de Inglaterra a utilizar el Book of common prayer / Libro de Oración Común (con aquellos pequeños cambios introducidos por Thomas Cranmer) con su texto en inglés y no en latín. Todo ello dio espacio para la difusión de las ideas de la Reforma protestante en Inglaterra, pese a, la moderación que en general siguió teniendo la Iglesia de Inglaterra al conservar casi intacta su tradición medieval. De nuevo se tradujo la Biblia, esta vez por impulso de su sucesor, la llamada Biblia del rey Jacobo (1611) en el denominado inglés moderno temprano (Early Modern English), versión que influyó enormemente en toda la literatura posterior.
De la iglesia anglicana fueron naciendo distintas ramas: las iglesias episcopalianas y las metodistas, por ejemplo.

## La Reforma protestante en Suiza. El calvinismo y sus divisiones

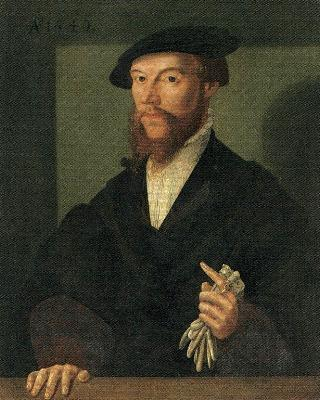
Retrato anónimo de Juan Calvino hacia 1540

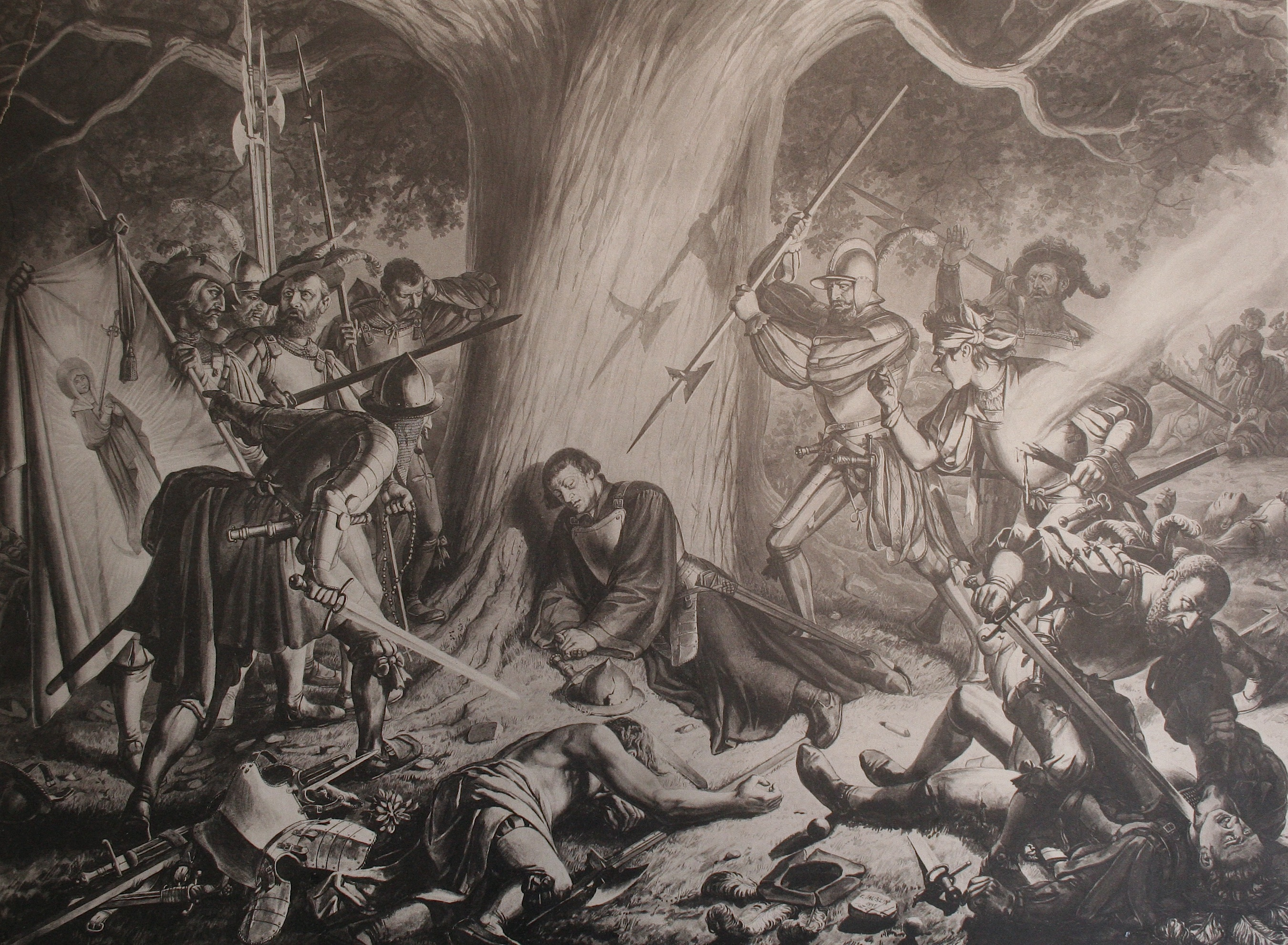
El asesinato de Zuinglio", por Karl Jauslin (1842–1904).

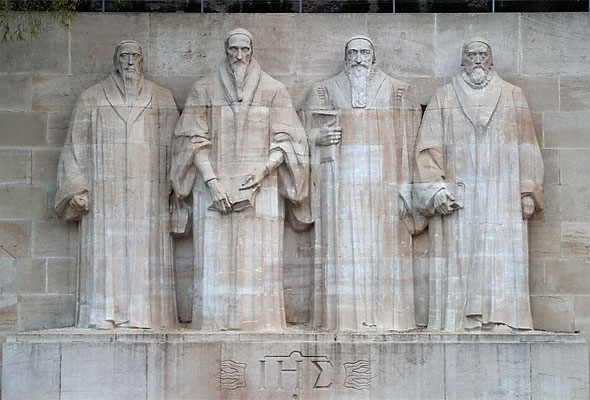
La parte central del Monumento Internacional de la Reforma, en Ginebra, Suiza, recuerda el legado de (de izquierda a derecha) Guillaume Farel, Juan Calvino, Teodoro de Beza y John Knox. El monumento se debe al escultor francés Paul Landowski y fue inaugurado en 1909.

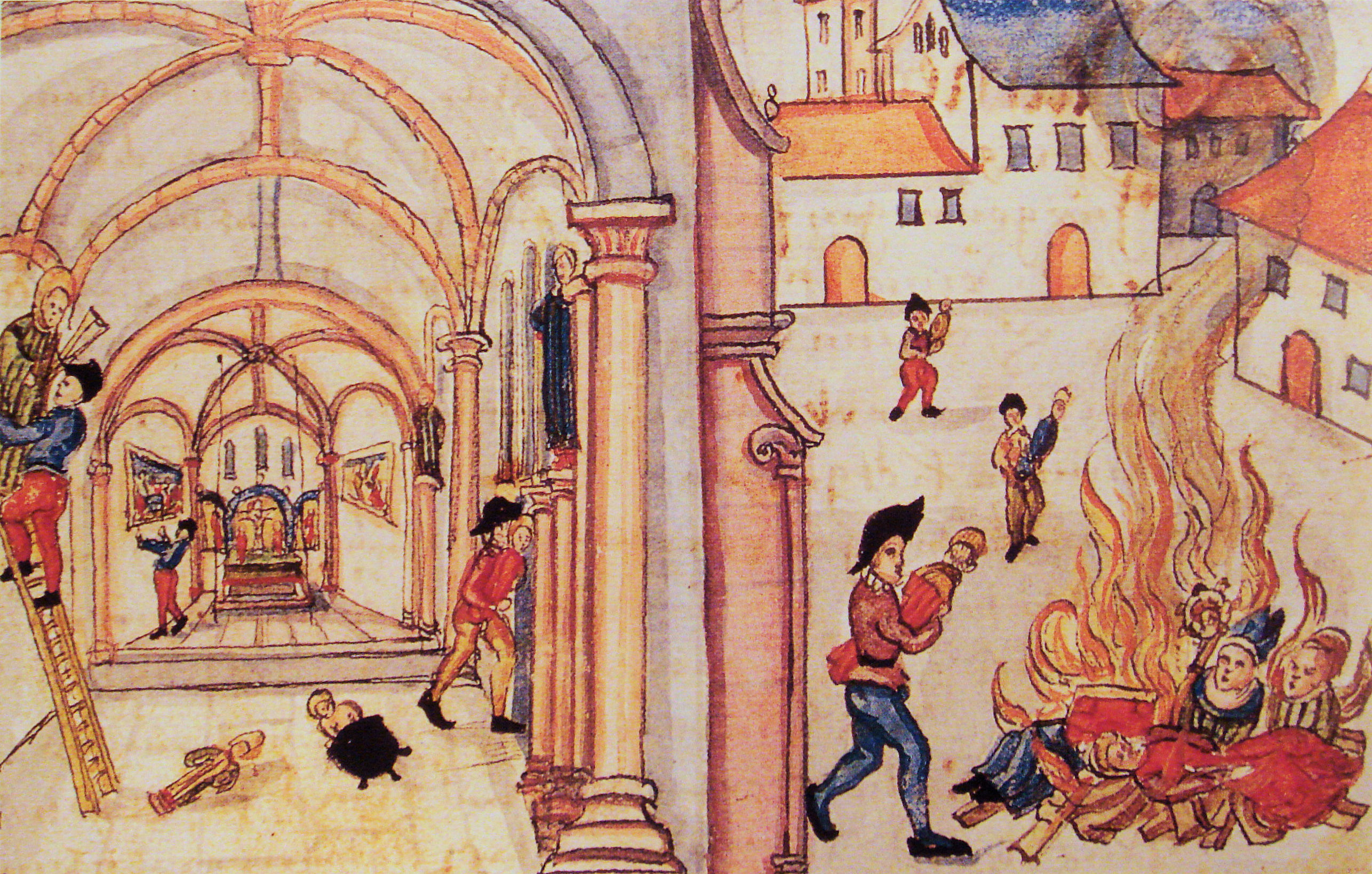
Iconoclasia en Zúrich en 1524.

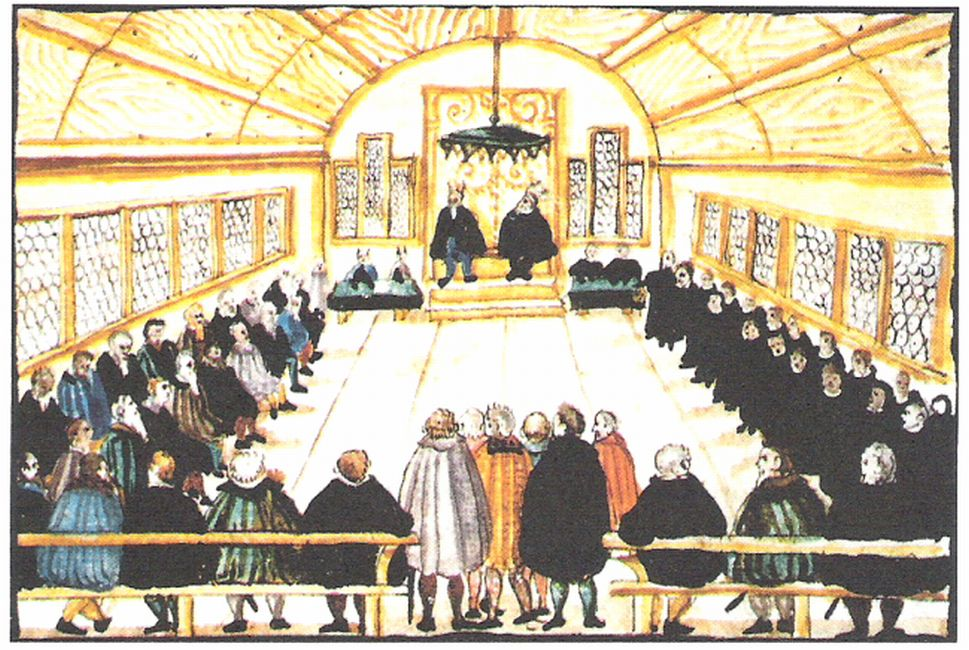
Debate sobre el bautismo en Zúrich en 1525. Al fondo a la izquierda dos anabaptistas (Felix Manz y Georg Blaurock), en el centro los dos alcaldes; a la derecha Zuinglio y Jud. Dibujo de Heinrich Thomann.

En Suiza también se van a separar algunos territorios de la Iglesia católica; las ideas de Lutero llegaron muy pronto a Suiza y aparecieron una serie de predicadores que criticaban la corrupción de la Iglesia católica y defendían la creación de una Iglesia distinta. Uno de los primeros fue Ulrico Zuinglio, quien, junto a su amigo Leo Jud, tradujo la Biblia al dialecto suizo del alemán tres años antes que el mismo Lutero, la llamada Biblia de Zúrich, cuya versión completa se imprimió en 1531. Aunque compartía muchas de las ideas de Lutero, Zuinglio quería dar una mayor libertad a su nueva «Iglesia» cristiana y rechazaba el sometimiento de los cristianos a la nobleza como defendía Lutero. Al final, el mismo Lutero criticó a Zuinglio y se alegró públicamente de que muriera en una batalla contra los suizos católicos.
Pero el principal foco de la Reforma protestante en Suiza va a ser la ciudad de Ginebra, gracias a la actuación del teólogo francés Juan Calvino, quien con Lutero es la mayor figura de la Reforma protestante.
En Ginebra, una serie de reformadores habían asaltado las iglesias y conventos expulsando a los sacerdotes católicos, pero estos reformadores no sabían cómo organizar la nueva Iglesia que pretendían crear ni tampoco tenían claro qué nueva doctrina querían establecer, por lo que llamaron a una figura de prestigio dentro del campo protestante que supiera cómo
organizar la nueva Iglesia y diera un contenido religioso claro, y optaron por Juan Calvino.
Este era un francés que había estudiado teología en varias universidades, entre ellas la de París; aunque acepta al principio algunas de las ideas luteranas, muy pronto piensa que Lutero ha conservado demasiadas cosas de la Iglesia católica que debían ser suprimidas. Calvino también opina que el hombre debe acceder a la fe por medio de la lectura de la Biblia, pero considera que se debían eliminar todos los sacramentos de la Iglesia católica, incluyendo los tres que había conservado Lutero. Además era iconoclasta: todas las imágenes de las iglesias incurrían en pecado de idolatría y debían ser eliminadas de los templos religiosos.
Calvino pensaba asimismo que no debían existir ni sacerdotes ni obispos y que los jefes religiosos debían ser pastores elegidos por la congregación. Pero la teoría religiosa más importante que Calvino predicó, producto de su libre examen e interpretación de la Biblia, es la predestinación: según esta teoría, el hombre no puede hacer nada por sí mismo para alcanzar la salvación, ni por la fe ni por las obras, sino que antes de nacer Dios ya ha elegido a un hombre para la condenación o la salvación, y el hombre no puede hacer nada para cambiar este designio divino. Sin embargo, en la sociedad humana puede distinguirse a los hombres elegidos para su salvación en los que llevan una vida virtuosa, honesta, trabajadora y sin pecado y en los que tienen riquezas y éxito material en la vida, ya que la riqueza es un signo de la protección de Dios.
Calvino empezó a exponer sus ideas en París, pero como Francia era católica, tuvo que huir y refugiarse en el extranjero. Ya empezaba a ser conocido entre los protestantes europeos como un hombre firme y enérgico, un gran teólogo y un buen organizador que sabía dirigir a los hombres, y por esta razón fue llamado por los protestantes de Ginebra.
Cuando Calvino llega a Ginebra, toma la decisión de que, si quiere crear una nueva iglesia que adopte sus puntos de vista religiosos, tiene que controlar el gobierno de la ciudad e intenta dar órdenes al concejo municipal, que termina por expulsarle de Ginebra.
Sin embargo, la situación en Ginebra continuaba sin aclararse, las autoridades municipales eran incapaces de organizar una Iglesia nueva y Calvino seguía teniendo partidarios en la ciudad. Estos partidarios convencen a las autoridades ginebrinas para que permitan el regreso de Calvino con la promesa de que no se entrometerá en el gobierno político de la ciudad. Y las autoridades autorizan el regreso de Calvino a Ginebra en 1541.
Calvino ha aprendido la lección y ha comprendido que no puede manifestar abiertamente su deseo de controlar políticamente la ciudad; sin embargo, no renuncia a hacerse con el poder de Ginebra, que para él era indispensable para fundar su nueva Iglesia. Durante doce años Calvino va a llevar a cabo una paciente labor para ganarse partidarios en el concejo municipal y aumentar su influencia en Ginebra hasta que llegase el día en que el gobierno y todas sus instituciones estuvieran bajo su control. Cuando Calvino está ya a punto de controlar el gobierno, se produce la ejecución en la hoguera del español Miguel Servet.
Miguel Servet era un humanista español típico de la época del Renacimiento; sentía curiosidad por todas las materias, desde la ciencia a la medicina, pasando por la filosofía y la religión. Como muchos hombres de su tiempo, estaba descontento con la Iglesia católica y rechazaba la doctrina católica milenaria. Servet desarrolló así sus propias ideas religiosas y llegó a creer que Jesucristo no había sido hijo de Dios y sólo tenía naturaleza humana, no divina. Con esto volvía a adoptar una postura de los primeros siglos del cristianismo, que la Iglesia católica había condenado como herética en el siglo IV y que todos los protestantes rechazaban también con escándalo. Servet se fue a estudiar en las universidades francesas y también en la de París, donde conoció a Calvino. Allí comenzó Calvino a acumular un profundo odio hacia aquel humanista y médico español, al que consideraba un peligroso hereje. Calvino había escrito una Institutio religionis Christianae / Institución de la Religión Cristiana (1536) que Servet leyó y anotó con críticas a diversos pasajes que enfurecieron a Calvino.
A causa de sus opiniones, Miguel Servet tuvo que escaparse de París, cambió de nombre y se instaló como médico en Vienne de Isère, una localidad cerca de la frontera con Suiza. Tuvo éxito como médico y llegó a adquirir una situación económica respetable; fue en esos años cuando descubrió la circulación pulmonar de la sangre.
Pero Servet seguía con sus inquietudes religiosas y decidió divulgar sus doctrinas acerca de Jesucristo en un libro que hizo imprimir clandestinamente en una imprenta secreta. Pero, ajeno al odio que generaba en Calvino, cometió el error de escribir a este en Ginebra enviándole ejemplares de su obra, la Christianismi Restitutio (1553) y Calvino lo denunció por carta a la Inquisición católica francesa. Sin embargo, Servet tenía amigos que lo protegieron y ayudaron a ocultar la autoría de su libro y la Inquisición católica renunció a hacer pesquisas. Pero Calvino les envió las cartas que el propio Servet le había escrito y que constituían una prueba irrefutable de que aquel médico era el español Miguel Servet.
La Inquisición católica condenó a Servet a la hoguera. La noche antes de la ejecución, sus amigos le ayudaron a fugarse. Sin conocer el enorme poder político que Calvino se había procurado en Ginebra, cometió la ingenuidad de intentar refugiarse en esa ciudad creyendo que allí estaría seguro. En Ginebra, Calvino lo reconoció y consiguió que las autoridades lo detuvieran como hereje. Calvino quería que se le juzgase y se lo quemase en la hoguera, pero todavía no controlaba del todo el concejo, y el juicio de Servet se fue convirtiendo en un pulso entre Calvino y los magistrados que se le oponían. Sin embargo, Calvino se impuso y Servet fue condenado a muerte en la hoguera.
La muerte de Servet alejó de Calvino a una serie de protestantes europeos que se habían refugiado en esta ciudad. Estos protestantes también tenían sus propias ideas religiosas y se sintieron amenazados por el fanatismo de Calvino, así que se escaparon de la ciudad. El más famoso de estos refugiados era Sebastián Castellion, quien, desde el extranjero, denunció a Calvino por la muerte de Servet defendiendo la tolerancia religiosa y el derecho del hombre a tener sus propias opiniones al interpretar la Biblia en su De haereticis, an sint persequendi (1554), publicado bajo pseudónimo; por eso Castellion es considerado el padre de la libertad de pensamiento en Europa. A esta postura se adhirieron los protestantes españoles emigrados Casiodoro de Reina y Cipriano de Valera, quienes se habían refugiado en Ginebra con la intención de traducir la Biblia al español, la llamada Biblia del oso, impresa en Basilea en 1569. Casiodoro de Reina, de hecho, tradujo incluso la obra de Castellion al español.
Pero la muerte y el juicio de Servet le sirvieron a Calvino para hacerse definitivamente con el gobierno de la ciudad y su cantón; los adversarios de Calvino fueron expulsados del concejo municipal y algunos de ellos fueron incluso ejecutados, al igual que Servet. Ahora toda Ginebra obedecía las órdenes de Calvino.
Calvino quiso hacer de Ginebra la capital religiosa de un nuevo cristianismo y obligar a la fuerza a sus habitantes a que llevaran una vida virtuosa y cristiana: se suprimieron todos los bailes, todas las canciones que no fueran himnos de iglesia y todos los espectáculos y representaciones teatrales. Se cerraron incluso las tabernas y se prohibió hacer y consumir bebidas, y las subsecuentes borracheras: todos debían ser buenos cristianos, pero a la fuerza.
Toda Ginebra se convirtió en una ciudad calvinista, dedicada solo al trabajo y la oración. Pero Calvino quería extender su comunidad cristiana a toda Europa, por lo que en Ginebra se fundaron escuelas calvinistas para todos los protestantes extranjeros que visitaban la ciudad; estos extranjeros debían regresar a sus países de origen y enseñar allí la doctrina calvinista.
El más importante de estos extranjeros fue el escocés John Knox, que consiguió que toda Escocia se convirtiera al calvinismo; en Escocia los calvinistas recibieron el nombre de presbiterianos. Escocia fue el único país donde el calvinismo fue la religión oficial, pero también llegó a ser mayoritario en Holanda y hubo importantes minorías calvinistas en Alemania, Inglaterra y Francia; en Inglaterra los calvinistas recibieron el nombre de puritanos y en Francia se les dio el nombre de hugonotes.
Aparte del presbiterianismo y el puritanismo, del calvinismo proceden también las Iglesias bautistas y congregacionalistas.

## La Reforma protestante en Hungría
La Reforma en el reino de Hungría comenzó alrededor de 1520 y tuvo como resultado la conversión de la mayoría de los húngaros del catolicismo a una denominación protestante a finales del siglo xv. El reino de Hungría, una potencia regional de Europa Central a finales del siglo xv, era una monarquía compuesta multiétnica con una importante población no católica, predominantemente griega ortodoxa.
El movimiento protestante reformador iniciado por el monje agustino Martín Lutero se conoció pronto en el reino de Hungría. Tras la batalla de Mohács en 1526, en que los otomanos derrotaron a los húngaros y murió el rey Luis II de Hungría, la Iglesia católica sufrió un periodo de debilitamiento en el país, ya que fueron numerosos los sacerdotes, obispos y arzobispos católicos que murieron en la batalla; esto dejó el campo abierto para nuevos religiosos de estratos inferiores que simpatizaban con la Reforma protestante. Muchos nobles húngaros, al igual que los alemanes y franceses, vieron en la Reforma la oportunidad de deshacerse del pago del diezmo y de la supervisión de la Iglesia católica, de modos que ellos y sus vasallos fueron pasando paulatinamente al luteranismo.
La Reforma se popularizó muy pronto en una parte de la Hungría dividida, en la Hungría Oriental (futuro Principado de Transilvania), donde el conde húngaro Juan Segismundo de Zápolya gobernaba como rey independiente aunque vasallo del Imperio otomano, que decidía el ocupante del trono y la orientación política. No lo era en la Hungría Real —al oeste, católica, controlada por los germánicos, donde Fernando I, hermano del emperador Carlos I, también había sido coronado como rey— ni en la Hungría otomana (el eyalato de Buda), la parte central en poder otomano. En la Hungría Real el catolicismo se mantuvo con gran fortaleza y, si bien los predicadores protestantes eran comunes, la influencia del rey Habsburgo no permitía su predominancia. En cambio, en la Hungría otomana los sacerdotes católicos eran rara vez vistos; la mayoría de los clérigos cristianos eran protestantes, que contaban entonces con la protección de los otomanos. Sin embargo, rara vez los turcos se entrometieron en las disputas religiosas entre las dos facciones, conformándose con que los cristianos pagasen el tributo al sultán.
Transilvania y sus príncipes se convirtieron en las figuras representativas de la vieja Hungría, contrapuestas a la dinastía de los Habsburgo. Juan Segismundo se convirtió al protestantismo y comenzó a acoger a todos los filósofos y religiosos checos y germánicos que huían del Imperio y de los Habsburgo. La estrategia de Zápolya y de los posteriores príncipes de Transilvania fue utilizar al protestantismo como instrumento contra los Habsburgo católicos, de los que querían deshacerse para reunificar el reino húngaro dividido. Igualmente, el nuevo movimiento religioso de Juan Calvino, conocido como calvinismo, siguió los pasos del luteranismo, y la región noreste del Reino húngaro se comprometió tanto con esta nueva confesión cristiana que la ciudad de Debrecen era conocida la en aquella época como «La Roma calvinista».  
Los príncipes transilvanos promovieron las escuelas protestantes, cada vez más populares en ciudades como Bratislava, Sopron, Szárlőrinc o Sárvár, así como en los asentamientos sajones en el principado transilvano. Posteriores príncipes como el barón húngaro Esteban Bocskai (1605-1606) y el conde húngaro Gabriel Bethlen (1613-1629) fueron fuertes defensores del protestantismo en Transilvania y Hungría. Catapultaron a los húngaros a un nivel cultural, sociopolítico y económico a la par con Francia, el Imperio Germánico e Inglaterra; encabezaron guerras contra los Habsburgo e incluso Bethlen participó en la guerra de los Treinta Años (1618-1648) a favor de la confederación protestante.
En 1541 se publicó la primera traducción al húngaro del Nuevo Testamento, obra del monje Juan Sylvester. Años después, en 1590, el pastor protestante Gáspár Károli publicó la primera Biblia completa en húngaro, conocida como la Biblia de Károli.
Uno de los pensadores protestantes más significativos fue el pastor húngaro Ferenc Dávid (1510-1579), que primero profesó el luteranismo y luego el calvinismo. Dávid se volvió un gran defensor del antitrinitarismo, es decir, no aceptaba la existencia de la Santísima Trinidad; introdujo así el unitarismo en Transilvania y agregó una confesión religiosa más al  mosaico de ese momento. La diversidad religiosa en el principado alcanzó tales niveles que el voivoda y antirrey húngaro Juan Segismundo de Zápolya, de confesión protestante, aconsejado por sus religiosos, convocó a la Gran Asamblea transilvana y se sancionó el Edicto de Turda en 1568. Este documento sostenía que todas las confesiones religiosas cristianas eran aceptadas por igual. Hungría Oriental sería el primer reino en el mundo en reconocer la diversidad de culto cristiano: catolicismo, luteranismo, calvinismo y unitarismo.
A causa de la enemistad y de las constantes guerras de los otomanos y los Habsburgo, como principales representantes del cristianismo en Europa Central, en muchas ocasiones los turcos se aliaron con los protestantes, en vez de con los católicos. Posteriormente los Habsburgo introdujeron en Hungría la Contrarreforma católica, y la ardua labor de los jesuitas, como el cardenal Pedro Pázmány, logró la paulatina conversión de gran parte de la población al catolicismo (sin embargo, Transilvania permanecería, a grandes rasgos, protestante hasta la época actual).
- Príncipes de Transilvania en la Reforma
- Juan Segismundo Szapolyai de niño, con su madre, la reina viuda Isabel Jagellon, rindiendo vasallaje a Solimán el Magnífico en 1541. Juan Segismundo (r. 1541-1571) fue el primer príncipe de Transilvania que se convirtió al protestantismo.
- Esteban I Báthory (r. 1571-1586) y futuro rey de Polonia y de Lituania (r. 1576-1586), no perturbó la paz religiosa (aunque prohibió nuevas reformas) y su objetivo era fortalecer el catolicismo en el Principado de mayoría protestante.
- Segismundo Báthory (r. 1588-1602), partidario de los católicos, lo que hizo que los ambiciosos aristócratas jóvenes protestantes se convirtieron al catolicismo durante su reinado.

## Cronología básica de la Reforma (1454-1648)
| Fecha(s)                 |     | Acontecimiento |
| ------------------------ | --- | --- |
| 1454                     | —   | Johannes Gutenberg publica la primera Biblia impresa con caracteres móviles. |
| 1455                     | —   | Impresión de la Biblia de Gutenberg |
| 10 de noviembre de 1481  | Cat | La Inquisición española actúa contra judíos, musulmanes y herejes |
| 10 de noviembre de 1483  | —   | Nace Martín Lutero en Eisleben (Alemania) y es bautizado el 11 de noviembre. |
| 1 de enero de 1484       | —   | Nace Ulrico Zuinglio en Wildhaus (Suiza). |
| 1484                     | Cat | Una bula papal condena la brujería; los inquisidores son enviados a Alemania. |
| 16 de febrero de 1497    | —   | Nace Felipe Melanchthon. |
| 23 de mayo de 1497       | —   | Savonarola es ahorcado en Florencia. |
| 1501                     | —   | Lutero se matricula en la Universidad de Erfurt (recibe el título de Maestro en Artes en filosofía, 1505) |
| 17 de julio de 1505      | —   | Lutero entra en el convento agustino de Erfurt (Alemania). |
| 3 de abril de 1505       | —   | Lutero es ordenado sacerdote en la catedral de Erfurt |
| 1507                     | —   | Guillaume Briçonnet acoge en Meaux a Jacques Lefèvre d’Étaples, a quien ha frecuentado desde 1505. |
| 10 de julio de 1509      | —   | Nace Juan Calvino en Noyon (Francia). |
| 1512                     | —   | Lutero se convierte en profesor de enseñanza de la Biblia en la Universidad de Witemberg. |
| 1516                     | —   | Erasmo de Róterdam publica Novum Instrumentum, el primer Nuevo Testamento en griego. Ulrico Zuinglio se encuentra con Erasmo y el impresor Froben en Basilea. Martín Lutero da un curso sobre la Epístola de Pablo a los Romanos (1515-1516). |
| 1517                     | Cat | El papa León X proclama una indulgencia para reedificar la basílica de San Pedro. |
| 31 de octubre de 1517    | Lut | Según la tradición, el 31 de octubre de 1517 clava Lutero las noventa y cinco tesis en el portal de la iglesia del castillo de Witemberg, oponiéndose a la venta de indulgencias. Esta fecha marca convencionalmente el comienzo de la Reforma protestante. |
| 1518                     | Lut | En Heidelberg expone Lutero la defensa de 28 de sus 95 tesis en la disputa de Heidelberg. |
| 1518                     | Lut | Lutero es convocado a la Dieta de Ausgsburgo, donde se niega a retractarse |
| 1519                     | Lut | Lutero cuestiona la infalibilidad papal. |
| 1519                     | Lut | Zuinglio comienza a predicar en Zúrich, inicio de la Reforma en Suiza. La ciudad impide la entrada a los vendedores de indulgencias. |
| 15 de junio de 1520      | Cat | León X emite la Exsurge Domine, bula en la que exhorta a Lutero a que se retracte de 41 de sus 95 tesis en un plazo de sesenta días o será excomulgado. |
| 1520                     | Lut | Lutero publica sus principales escritos reformadores: El papado de Roma, El llamamiento a la nobleza cristiana de la nación alemana para la mejora del orden cristiano, De la cautividad babilónica de la Iglesia y Libertad cristiana. |
| 10 de diciembre de 1520  | Lut | En el último día del plazo para retractarse de su tesis, Lutero quema públicamente la bula papal y una copia de la ley canónica. |
| 1520                     | Ana | Comienzo del movimiento anabaptista en Alemania. |
| 3 de enero de 1521       | Lut | Lutero es excomulgado mediante la bula Decet Romanum Pontificem. |
| 1520                     | Lut | El Cenáculo de Meaux, una experiencia evangélica, fue fundado a petición del obispo de Meaux Guillaume Briçonnet por su vicario y amigo Jacques Lefèvre d'Etaples; incluye al futuro reformador Guillaume Farel. Las tesis de Martín Lutero son condenadas por la Sorbona. |
| abril de 1521            | Lut | Dieta de Worms (17-18 de abril); en presencia del emperador Carlos V, Lutero se niega a retractarse de sus posiciones; pronuncia la famosa frase: «Aquí estoy, no puedo de otra forma». Carlos V promulga el 25 de mayo el Edicto de Worms para prohibir el luteranismo, declarando a Lutero un prófugo y hereje y se considera un delito la difusión y lectura de sus escritos (así como cualquier otro escrito sospechoso de herejía). En el camino de regreso de Worms, el elector Felipe de Sajonia monta un falso secuestro y lleva a Lutero, a salvo, al Castillo de Wartburg, bajo la custodia de Federico el Sabio. Allí, Lutero traduce el Nuevo Testamento al alemán (desde diciembre de 1521 hasta marzo de 1522).                            |
| 1521                     | Cat | León X nombra a Enrique VIII de Inglaterra «Defensor de la Fe». |
| 1521                     | Lut | Felipe Melanchthon publica el primer texto dogmático luterano, los Loci Theologici. |
| 1521                     | Ana | El anabaptista Thomas Müntzer empieza a predicar contra el bautismo de infantes. |
| 1521                     | Cat | Ignacio de Loyola comienza a escribir sus "Ejercicios Espirituales". |
| 1522                     | Lut | Lutero regresa a Witemberg, condena a fanáticos e iconoclastas y publica la Biblia de Lutero, traducción del Nuevo Testamento al alemán (21 de septiembre). |
| 1522                     | Cat | La Universidad de Alcalá publica la Biblia políglota complutense (hebreo, griego, latín y árabe). |
| 1522                     | Cat | Carlos V establece la Inquisición en los Países Bajos Españoles; más de 2000 muertos. |
| 1522                     | Lut | Las publicaciones de Ulrico Zuinglio lo dan a conocer fuera de Zúrich. |
| 1523                     | Lut | Jacques Lefèvre d'Étaples publica la traducción en francés del Nuevo Testamento a partir de la Vulgata. Redactó también un Commentaires sur les Évangiles (Meaux, 1525), que le originó acusaciones de herejía. A pesar de criticar duramente algunos aspectos del catolicismo (como el celibato de los sacerdotes y la administración de los sacramentos) se mantuvo siempre en el seno de la Iglesia, aunque tuvo que huir a Estrasburgo en el verano de 1525, cuando el Parlamento de París lo pretendió juzgar. |
| 1523                     | Lut | Zúrich es el primer cantón suizo en acoger la Reforma gracias a Ulrico Zuinglio. |
| 1 de julio de 1523       | Lut | Enrique Voes y Juan Esch, primeros mártires luteranos quemados en la hoguera en Amberes. |
| 1523                     | Lut | En Zúrich, disputa acerca de la predicación según las Escrituras, de la misa y de las imágenes. |
| 1523                     | Lut | Se publica la traducción de Lutero del Salterio, quien reinicia sus clases en Witemberg. Deja de usar los hábitos de monje en octubre. Publica, con Juan Walter, Achtliederbuch (libro de ocho himnos), primer himnario luterano. |
| 1524                     | Lut | Martín Bucero establece un culto reformado en Estrasburgo (Alsacia no era entonces parte de Francia). |
| 1524                     | Lut | El Consejo de Zúrich permite la retirada de las imágenes de las iglesias. Zuinglio prohíbe la misa católica en Zúrich. |
| 1524                     | Lut | Los príncipes alemanes protestantes se reúnen en Ulm para oponerse al Emperador. Tomás Müntzer lidera a los campesinos sureños alemanes, que se alzan contra el régimen feudal. Guillermo Tyndale publica en Colonia y Worms -por no permitírselo las autoridades hacerlo en Inglaterra- la primera traducción al inglés del Nuevo Testamento. Se cree que fueron publicados unos 6000 ejemplares de la primera edición (hoy, solo quedan dos ejemplares de esa primera edición: uno completo (aunque carece de portada) en la Biblioteca Británica; el otro, al que le faltan 71 páginas, en la biblioteca de la catedral de San Pablo (nadie sabe cómo llegó allí). Más de 18.000 ejemplares fueron llevados finalmente de contrabando a Inglaterra.   |
| 1525                     | Ana | Jorge Blaurock es rebautizado por Conrad Grebel: marca el comienzo formal del movimiento anabaptista. |
| 1525                     | Lut | Los Doce Artículos de Memmingen expresan las demandas de los campesinos alemanes. |
| 4 de mayo de 1525        | Lut | Se sofoca la rebelión de los campesinos en el sur de Alemania. Thomas Müntzer y otros 53 integrantes de la revuelta son ejecutados. |
| 12 de abril de 1525      | Lut | El Concejo de Zúrich abole la misa. |
| 27 de mayo de 1525       | Lut | Lutero contrae nupcias con Catalina de Bora. |
| 1526                     | Lut | Lutero instituye la Misa Germánica el 25 de diciembre. Los anabaptistas se establecen en Moravia. Persecución a los judíos en Hungría. |
| 1526                     | R   | La dieta de Espira autoriza a los príncipes germanos a fijar la religión en sus propios territorios. |
| 6 de mayo de 1527        | —   | Saco de Roma por Carlos V, mueren cuatro mil personas, el papa se refugia en el Castillo de Sant'Angelo. |
| 1527                     | Lut | Reforma luterana en Suecia. Se funda la primera universidad protestante en Marburgo. |
| 1528                     | Ang | Enrique VIII explica a los nobles londinenses las razones para pedir la anulación de su matrimonio con Catalina. Melanchton sugiere una reforma de la educación alemana. Comienza la reforma en Escocia, la reforma se adopta en Berna. |
| 1529                     | —   | Tras la victoria en la batalla de Mohacs (29 de agosto), los otomanos invaden Austria y sitian Viena, pero deben levantar el sitio. |
| 1529                     | Lut | Basilea se pasa a la Reforma. Le siguen Glaris, Berna, Biel, Schaffhausen y San Galo. La República de Mulhouse adoptó la reforma inspirada por Ulrico Zuinglio (más tarde por Juan Calvino)) como única doctrina del Estado. |
| 21 de febrero de 1529    | Lut | La Segunda Dieta de Espira pone fin a la tolerancia de los luteranos en los territorios católicos. Una minoría luterana, seis príncipes y catorce ciudades, protestan contra la decisión, dando lugar al término «protestante», que los católicos aplican a todos aquellos que concuerdan con Lutero. |
| octubre de 1529          | Lut | Del 1 al 4 de octubre, los coloquios de Marburgo entre Lutero y Zuinglio marcan la división entre alemanes y suizos sobre el tema de la Última Cena y la eucaristía. Participaron las principales figuras del protestantismo. Lutero, Brenz, Osiander y Melanchton se oponían a Zuinglio y Ecolampadio, en tanto que Bucero, Hedio y Capito se esforzaron en conciliar a las dos partes. |
| 1530                     | Cat | Johann Eck escribe los Cuatrocientos cuatro artículos para la próxima Dieta de Augsburgo como ayuda para Carlos V, compilando lo que consideraba 404 proposiciones heréticas de los escritos de los reformadores. |
| 25 de junio de 1530      | Lut | En la Dieta de Augsburgo se suscribe la Confesión de fe de Augsburgo, redactada por el teólogo luterano Felipe Melanchthon como un intento de reconciliación, la primera exposición de la fe cristiana luterana presentada al emperador Carlos V y el texto fundacional del luteranismo. |
| 1530                     | Lut | Reforma luterana en Dinamarca. |
| 1530                     | Lut | Meaux se convierte en la primera parroquia protestante organizada en Francia. |
| 27 de febrero de 1531    | Lut | Se forma una alianza de príncipes protestantes llamada liga de Esmalcalda para enfrentarse al Emperador y sus aliados. |
| 1531                     | Ang | Enrique VIII es reconocido como cabeza suprema de la Iglesia anglicana. |
| 1531                     | Lut | La Biblia de Zúrich traducida por Zuinglio es publicada por Christian Froschauer. |
| 1531                     | —   | Primera edición completa de las obras de Aristóteles, hecha por Erasmo. Se establece la Inquisición en Portugal. |
| 11 de octubre de 1531    | Lut | Los cantones católicos suizos atacan al protestante Cantón de Zúrich y los baten. Zuinglio muere en la batalla de Kappel. |
| 24 de noviembre de 1531  | Lut | Muere Juan Ecolampadio. |
| 1532                     | Lut | En el Sínodo de Chanforan (en los Valles Valdenses de Piamonte), los valdenses se adhieren a la Reforma. |
| 1532                     | Ang | El clero inglés acepta como cabeza al Rey. |
| 1532                     | Cal | Juan Calvino, convertido en 1531, comienza a predicar en París. |
| mayo de 1532             | R   | Se firma la paz religiosa de Núremberg entre los bandos católico y protestante enfrentados en Alemania. Fue consecuencia de la Dieta Imperial celebrada en Ratisbona en ese mismo año, con el fin de «conservar la paz y la concordia pública en el Imperio». El emperador Carlos V tiene que buscar el entendimiento con los príncipes luteranos de la liga de Esmalcalda para conseguir su apoyo contra los turcos. El punto clave de la paz o tregua fue el compromiso de que nadie sería condenado por sus creencias religiosas hasta la celebración de un Concilio. |
| mayo de 1533             | Ang | El 23 de mayo, Thomas Cranmer, arzobispo de Canterbury, declaró el matrimonio de Enrique y Catalina sin fuerza legal. Cinco días más tarde, el 28 de mayo, Cranmer declaró que el matrimonio de Enrique y Ana Bolena era auténtico y válido; el papa excomulga al rey el 11 de julio. |
| 1533                     | Cal | Discurso de Nicolas Cop, rector de la Sorbona, escrito por Calvino. Escándalo y exilio de Calvino. |
| noviembre de 1534        | Ang | El Parlamento inglés promulga en noviembre de 1534 el Acta de Supremacía que libera a la Iglesia inglesa de cualquier subordinación al papado. Nace la Iglesia anglicana, cuyo líder supremo es el rey Enrique VIII. |
| 1534                     | Lut | Se publica la traducción completa al alemán de la Biblia de Martín Lutero por Hans Lufft; alrededor de 1547, Lufft había impreso más de 100.000 ejemplares de la misma. |
| 1534                     | Ana | Los anabaptistas establecen un Estado teocrático independiente en Münster, Westfalia, que entienden como la Nueva Jerusalén. |
| 15 de agosto de 1534     | Cat | Ignacio de Loyola funda la Compañía de Jesús. |
| 18 de octubre de 1534    | R   | Asunto de los Pasquines: supuso el fin de las políticas de conciliación de Francisco I, que habían intentado proteger a los protestantes de las más extremas medidas del Parlamento de París, y generó también los ruegos públicos de Felipe Melanchthon invitando a la moderación. |
| 1535                     | Ang | El clero inglés abjura de la autoridad del papa. Tomás Moro es ejecutado (canonizado en 1953). Se prohíbe el estudio del derecho canónico en Cambridge. |
| 1535                     | Ana | Münster capitula ante las tropas de Hesse, los anabaptistas son erradicados y su caudillo Leiden torturado y muerto. Se fundan las ursulinas por Angela Merici. |
| 1534                     |     | Guillermo Tyndale es arrestado y encarcelado en el castillo de Vilvoorde, donde permaneció preso 16 meses. La comisión que juzgó a Tyndale estaba compuesta por tres teólogos de la Universidad Católica de Lovaina, tres canónigos lovanienses y tres obispos, además de otros dignatarios. Se le condenó por herejía y fue suspendido del sacerdocio católico. Fue ejecutado por estrangulamiento y luego quemado en público el 6 de octubre de 1536. |
| 1536                     | Cal | Calvino se traslada a Ginebra, donde se acaba de aprobar la Reforma y publica allí la primera edición de Institución de la religión cristiana, sin mencionar la predestinación. |
| 1536                     | Cal | Guillaume Farel, reformador de Neuchâtel, se reúne con Calvino al regresar de Ferrara, donde había permanecido bajo la protección de Renata de Francia, y lo retiene en Ginebra para dirigir la Reforma. |
| 1536                     | Ang | Muere Catalina de Aragón, Ana Bolena es ejecutada, Enrique VIII toma por esposa a Jane Seymour. El Parlamento inglés declara nula la autoridad del papa en Inglaterra. En Inglaterra se disuelven, por decreto real, 376 casas religiosas. Enrique VIII permite el uso de la Biblia en inglés en Inglaterra. |
| 1536                     | Lut | Noruega adopta la confesión luterana. |
| 1536                     | Ana | Menno Simons asume el liderazgo de los anabaptistas. |
| 1536                     | —   | Muere Erasmo de Róterdam. |
| 1537                     | Ang | Muere Jane Seymour después de dar a luz a Eduardo, futuro Eduardo VII. El papa Pablo III declara que los indios americanos tienen derecho a la libertad y a la propiedad. |
| 1538                     | Ang | Destrucción de reliquias y santuarios en el sur de Inglaterra. |
| 1538                     | Cal | Calvino es desterrado de Ginebra por decisión del Concejo municipal y se establece en Estrasburgo, donde colabora con Martín Bucero y enseña en el recién creado Colegio Humanista. |
| 1539                     | Cat | La Compañía de Jesús, constituida en 1534, recibe la aprobación papal. La Contrarreforma católica comienza con fuerza. |
| 1539                     | Ang | Enrique VIII publica la Gran Biblia en inglés (sigue en mucho la traducción de Tyndale de 1525). |
| 1539                     | Lut | El Electorado de Sajonia y el electorado de Brandeburgo adoptan formalmente la confesión luterana. |
| 1540                     | Ang | Enrique VIII se casa con Ana de Cleves, y luego el matrimonio es anulado. Enrique desposa a su quinta mujer, Catalina Howard. Martirio de Roberto Barnes, confesor luterano, el 30 de julio. |
| 1541                     | Ang | Enrique VIII es nombrado rey de Irlanda y jefe de la Iglesia irlandesa. Solimán I conquista Buda y se anexa Hungría. Juan Knox lídera la reforma calvinista en Escocia (en 1547 será desterrado y regresará en 1560). |
| 1541                     | Cal | Llaman a Calvino de regreso a Ginebra, donde establece una república calvinista en la ciudad, a la que llama la “Ciudad de Dios”. |
| 1541                     | Lut | Coloquios de Ratisbona, cuyo fracaso marca la división definitiva entre la Reforma y la Iglesia romana. |
| 1542                     | Cat | El papa Pablo III con la bula Licet ab initio instituye la Inquisición en Roma. |
| 1542                     | Ang | La reina Catalina Howard es ejecutada. |
| 1543                     | Ang | Enrique VIII se casa con Catalina Parr, su sexta y última esposa. El papa Pablo III publica el Index librorum prohibitorum. |
| 1543                     | Cal | El ducado de Brunswick-Luneburgo adopta la confesión calvinista. |
| 1542                     | Lut | Bernardino Ochino y Pietro Martire Vermigli, este último prior del monasterio de San Frediano en Lucca, se escapan de Italia. Hasta 1590, huyeron de Lucca a Ginebra varias familias de notables locales que se habían unido a la Reforma. Entre ellas, los Diodat, Zanchi, Burlamacchi y Turretini. |
| 1544                     | Cat | El papa Pablo III convoca un concilio general que se celebrará en Trento al año siguiente. |
| 5 de octubre de 1544     | Lut | Lutero dedica la capilla del castillo de Torgau, la primera iglesia construida por los luteranos. |
| 1544                     | Lut | El Reino de Suecia declara al luteranismo como religión oficial. (En 1526 se había publicado la primera traducción del Nuevo Testamento al sueco. Entre 1540 y 1541 se publicó la Biblia completa en sueco, llamada la Biblia de Gustavo Vasa, basada en la traducción al alemán que en 1534 había hecho Martín Lutero. La ruptura final entre Suecia y Roma se produjo con la abolición del derecho canónico en Suecia en 1536, tras el Sínodo de Upsala. Toda la Iglesia sueca se declaró entonces independiente de Roma.) |
| 1545                     | R   | La Masacre de Merindol, en la que mueren 3000 valdenses de Luberon, desencadena la conmoción y una investigación real. |
| 13 de diciembre de 1545  | Cat | Comienza el Concilio de Trento (se suspende en 1547, se reanuda en 1551, se suspende nuevamente en 1552, se reanuda en 1562 y termina en diciembre de 1563). |
| 18 de febrero de 1546    | Lut | Muere Lutero en Eisleben. Su último sermón lo había pronunciado el 14 de febrero. Fue enterrado en la iglesia del castillo de Witemberg el 22 de febrero. |
| 1546                     | Lut | El Electorado del Palatinado adopta la confesión luterana. |
| 1546                     | —   | Los turcos ocupan Moldavia. |
| 24 de abril de 1547      | —   | Carlos V derrota a la Liga de Esmalcalda en la Batalla de Mühlberg. Juan Federico el Magnánimo es hecho prisionero en la batalla y en la Capitulación de Wittenberg renunciaba a su dignidad de príncipe elector y a los territorios del Electorado de Sajonia, incluyendo la ciudad de Witemberg, para salvar la ciudad y salvar su vida y la de su esposa e hijos. Fue exiliado a Weimar. |
| 1547                     | Cat | la Inquisición se implanta en Francia. |
| 15 de mayo de 1548       | R   | El Interim de Augsburgo, decreto imperial promulgado en la Dieta de Augsburgo por el emperador Carlos V, que acababa de vencer en la guerra de Esmalcalda. Aunque se ordenó a los protestantes que volvieran a adoptar las creencias y prácticas tradicionales del catolicismo, incluyendo los siete sacramentos, se permitía a los sacerdotes el matrimonio y a los laicos el denominado cáliz de los laicos, o comunión en las dos especies (pan y vino). Estas concesiones permiten ver al Interim como el primer paso significativo en el proceso que llevó a la legitimación política y religiosa del protestantismo como alternativa al catolicismo, y que se sustanció definitivamente en la Paz de Passau de 1552 y la Paz de Augsburgo de 1555. |
| 24 de abril de 1548      | Lut | Comienza la controversia por los Adiaforistas, luteranos moderados que se adhirieron a las opiniones de Melanchthon, cuyo carácter pacífico no se acomodaba al carácter violento de Lutero. |
| 1548                     | Cat | Se publican los "Ejercicios Espirituales" de Ignacio de Loyola; Francisco Javier funda una misión en Japón. |
| 1549                     | Ang | Primer Libro de Plegarias ("Prayer Book") anglicano. |
| 1549                     |     | Pier Paolo Vergerio, obispo de Capodistria, se retira a los Grisones para evitar un proceso de la Inquisición por la acusación de herejía protestante. |
| 1550                     | Cal | Calvino escribe el Consensus Tugurinus para fusionar las visiones de Zuinglio y calvinistas acerca de la Santa Cena. |
| 1550                     | R   | Carlos V ordena la pena de muerte para todas las herejías en el Sacro Imperio Romano Germánico. |
| 1552                     | Ang | Segundo Libro de Plegarias ("Prayer Book") anglicano. |
| 5 de abril de 1552       | —   | Mauricio se enfrenta a Carlos V, quien se ve forzado a entregar derechos legales a los luteranos al firmar la Paz de Passau el 2 de agosto. |
| 1552                     | Cal | Juan Calvino publica De la prédestination éternelle de Dieu. |
| 5 de abril de 1552       | Lut | Joachim Westphal publica un tratado exponiendo ampliamente los errores calvinistas acerca de la Santa Cena. |
| 1553                     |     | Condena por herejía y ejecución del antitrinitario Miguel Servet en Ginebra. |
| 1553                     | Cat | María Tudor comienza su reinado e intenta retornar a Inglaterra al catolicismo. |
| 25 de septiembre de 1555 | —   | Paz de Augsburgo. Las divisiones territoriales existentes en el Sacro Imperio se reconocen con el principio «Cuius regio, eius religio», que otorga igualdad de derechos a los luteranos en el Sacro Imperio. |
| 1555                     | R   | Fracasa el Coloquio de Worms (11 de septiembre al 8 de octubre) para unir a luteranos (representados por Felipe Melanchthon, Johannes Brenz y Erhard Schnepf) y católicos (por Michael Helding, John Gropper y Peter Canisius). Primero discutieron la relación entre la Biblia y la tradición. Cuando Canisio aludió a las diferencias entre los mismos protestantes en su doctrina del pecado original y la justificación, que no pudieron superar, la reunión se disolvió. Otros participantes presentes en el coloquio fueron Julius von Pflug, Kaspar Schwenkfeld von Ossig, Johannes Pistorius, François Hotman, Maximilian Mörlin y Teodoro de Beza.                                                                                              |
| 5 de junio de 1561       | Cal | Isabel I se convierte en reina de Inglaterra y restaura el movimiento reformador por vía del calvinismo. |
| 1559                     | Ang | El teólogo John Knox, después de pasar algunos años en el exilio en Ginebra, regresa a Escocia para dirigir la Reforma e instituye la Iglesia Presbiteriana (calvinista). |
| 19 de abril de 1560      | —   | Muere Felipe Melanchton. |
| 1561                     | R   | En la conferencia de Naumburgo se intenta unir a los luteranos. Los esfuerzos fracasan cuando se rechaza la segunda edición de la Confesión de fe de Augsburgo y la Apología. |
| 1561                     | R   | Coloquio de Poissy, un intento de conciliación entre teólogos franceses católicos y protestantes; el simposio fracasa en el tema de transubstanciación. |
| 5 de junio de 1561       | R   | Con los Acuerdos de Cavour, los Saboya garantizan a los valdenses la oportunidad de profesar públicamente su fe en los territorios de sus valles. |
| 1561                     | R   | Entre mayo y junio, se lleva a cabo la masacre de los valdenses de Calabria en el actual municipio de Guardia Piemontese. |
| 1561                     | Cal | Juan Calvino publica La Congregación para la Elección Eterna. |
| 1562                     | R   | [[Masacre de Wassy\|Masacre de una reunión de hugonotes en Wassy]]. Estallan las guerras de religión de Francia, que se extenderán hasta el Edicto de Nantes (1598). |
| 1563                     | Cat | Finaliza el Concilio de Trento, resolviendo la doctrina romana y estableciendo la Iglesia Católica Romana. El Concilio obliga a pintar vestiduras sobre las figuras desnudas de El juicio final de Miguel Ángel en la Capilla Sixtina. |
| 1563                     | Lut | Se aprueba ampliamente el Catecismo de Heidelberg por las Iglesias reformadas. |
| 1563                     | Ang | Bajo el reinado de Isabel I de Inglaterra, se publican los «39 Artículos de Religión», una confesión de fe fundamental de la Iglesia Anglicana. |
| 27 de mayo de 1564       | Cal | Juan Calvino muere en Ginebra. |
| 1564                     | Lut | La Segunda Confesión Helvética de Enrique Bullinger es adoptada por varias Iglesias reformadas. |
| 1564                     | —   | La sentencia de muerte aplicada a Andrés Vesalio por diseccionar cuerpos humanos le es conmutada a cambio de una peregrinación a Tierra Santa. |
| 30 de junio de 1564      | Cat | El papa Pío IV aprueba los decretos del Concilio de Trento concluidos el año anterior. |
| 14 de mayo de 1565       | —   | Nikolaus von Amsdorf muere en Eisenach. |
| 1565                     | Lut | Martín Chemnitz y Jacobo Andreae comienzan a trabajar por la unidad de los territorios y ciudades luteranas. |
| 1569                     | Lut | El protestante español Casiodoro de Reina traduce la Biblia al español, la llamada Biblia del oso (Basilea, 1569). |
| 1570                     | Cat | El papa Pío V excomulga a la reina Isabel I de Inglaterra. |
| 1571                     | Cal | Los Treinta y nueve artículos sirven para definir la doctrina de la Iglesia de Inglaterra en cuanto a su relación con la doctrina calvinista y la práctica católica: establecen una forma más calvinista. |
| 24 de agosto de 1572     | R   | Durante la Cuarta Guerra de Religión tendrá lugar la masacre de 20 000 hugonotes en la noche de San Bartolomé (dura desde el 24 de agosto al 17 de septiembre). |
| 1571                     | R   | Se publica finalmente la Confutación de la Confesión de Augsburgo. |
| 1571                     | R   | Se publica la Concordia de Suabia. |
| 1571                     | Lut | Chemnitz publica Las dos naturalezas en Cristo. |
| 1592                     | Cal | Se publican los Artículos Sajones de Visitación; el calvinismo es exterminado en Sajonia. |
| 1593                     | Lut | La Dieta de Upsala, en Suecia, confirma la doctrina luterana. |
| 13 de abril de 1598      | R   | El monarca francés Enrique IV promulga el Edicto de Nantes, que pone fin a las guerras de religión en Francia, declarando que la religión del Estado es el catolicismo y, al mismo tiempo, concediendo una serie de derechos a los hugonotes, incluida la libertad de culto (con la excepción de París y algunas otras ciudades). |
| 13 de abril de 1598      | —   | Fallece Felipe II, gran paladín del catolicismo romano. |
| 17 de febrero de 1593    | —   | Giordano Bruno es quemado en la hoguera por sostener la teoría astronómica de Copérnico. |
| 24 de octubre de 1648    | —   | Con la paz de Westfalia concluyen para siempre las guerras de religión en Europa; cesan la guerra de los Treinta Años en Alemania y la guerra de los Ochenta Años entre España y los Países Bajos. El papa pierde su poder temporal sobre los reyes de Europa, que ahora presiden estados-nación. Queda desacreditado definitivamente el cesaropapismo y la Universitas Christiana de Carlos V. |

## Medidas antirreformistas posteriores
El monarca francés Luis XIV procuró persuadir a los hugonotes (más que menos violentamente) a convertirse al catolicismo desde 1681 con las llamadas dragonadas, y al fin revocó por completo en 1685 el Edicto de Nantes con otro, el Edicto de Fontainebleau, que abolía todos los derechos de los protestantes en el reino y disolvía todos sus colegios y universidades de Sedán y Saumur. Bajo esta coacción, solo algunos protestantes se convirtieron al catolicismo; otros practicaban sus creencias en secreto como criptoprotestantes, los llamados despectivamente nicodemitas; otros huyeron del país a tierras protestantes, como Ginebra (así, por ejemplo, los antepasados de Jean-Jacques Rousseau), Países Bajos, Gran Bretaña o los estados de Alemania. O bien optaron por una lucha de guerrillas, llamada de los camisardos. Luis XV llevó a cabo de 1715 a 1774 una nueva persecución de los hugonotes.
En Gran Bretaña, la Ley de Tolerancia o Toleration Act (24 de mayo de 1689) concedía libertad religiosa a los católicos y protestantes, la libertad de culto público, el derecho a abrir escuelas y el acceso a todas las funciones públicas, pero restringía todas esas libertades en especial a los católicos, llamados recusantes. Se denomina "Ley de tolerancia" y no de libertad religiosa, pues en primera instancia Gran Bretaña tenía (y tiene) una religión oficial, el anglicanismo. Tolera a ciertas sectas protestantes que no concuerdan absolutamente con todos los preceptos de dicha confesión (los llamados dissenters e inconformes anglicanos), pero esta tolerancia no se solía aplicar a los católicos recusantes (por ejemplo, al poeta católico recusante Alexander Pope, que no pudo formarse en una escuela católica, sino privadamente), así que margina de hecho a un determinado culto y no establece la plena libertad religiosa, pero, comparada con la francesa de su época, parecía cierta al deísta Voltaire en sus Cartas inglesas (1733).